# 2021年
| 千纪： | 3千纪 |
| 世纪： | 20世纪 \| 21世纪 \| 22世纪                                                                                 |
| 年代： | 1990年代 \| 2000年代 \| 2010年代 \| 2020年代 \| 2030年代 \| 2040年代 \| 2050年代                           |
| 年份： | 2016年 \| 2017年 \| 2018年 \| 2019年 \| 2020年 \| 2021年 \| 2022年 \| 2023年 \| 2024年 \| 2025年 \| 2026年 |
| 纪年： | 辛丑年（牛年）；民國110年；日本令和三年；朝鲜主体110年                                                     |
| 月份： | 1月 \| 2月 \| 3月 \| 4月 \| 5月 \| 6月 \| 7月 \| 8月 \| 9月 \| 10月 \| 11月 \| 12月                        |

| 2021年1月 |    |    |    |    |    |    |
| \| 日 \| 一 \| 二 \| 三 \| 四 \| 五 \| 六 \| \| \| \| \| \| \| 1 \| 2 \| \| 3 \| 4 \| 5 \| 6 \| 7 \| 8 \| 9 \| \| 10 \| 11 \| 12 \| 13 \| 14 \| 15 \| 16 \| \| 17 \| 18 \| 19 \| 20 \| 21 \| 22 \| 23 \| \| 24 \| 25 \| 26 \| 27 \| 28 \| 29 \| 30 \| \| 31 \| \| \| \| \| \| \| |    |    |    |    |    |    |
| 日 | 一 | 二 | 三 | 四 | 五 | 六 |
| |    |    |    |    | 1  | 2  |
| 3 | 4  | 5  | 6  | 7  | 8  | 9  |
| 10 | 11 | 12 | 13 | 14 | 15 | 16 |
| 17 | 18 | 19 | 20 | 21 | 22 | 23 |
| 24 | 25 | 26 | 27 | 28 | 29 | 30 |
| 31 |    |    |    |    |    |    |

| 日 | 一 | 二 | 三 | 四 | 五 | 六 |
|    |    |    |    |    | 1  | 2  |
| 3  | 4  | 5  | 6  | 7  | 8  | 9  |
| 10 | 11 | 12 | 13 | 14 | 15 | 16 |
| 17 | 18 | 19 | 20 | 21 | 22 | 23 |
| 24 | 25 | 26 | 27 | 28 | 29 | 30 |
| 31 |    |    |    |    |    |    |

| 2021年2月 |    |    |    |    |    |    |
| \| 日 \| 一 \| 二 \| 三 \| 四 \| 五 \| 六 \| \| \| 1 \| 2 \| 3 \| 4 \| 5 \| 6 \| \| 7 \| 8 \| 9 \| 10 \| 11 \| 12 \| 13 \| \| 14 \| 15 \| 16 \| 17 \| 18 \| 19 \| 20 \| \| 21 \| 22 \| 23 \| 24 \| 25 \| 26 \| 27 \| \| 28 \| \| \| \| \| \| \| \| \| \| \| \| \| \| \| |    |    |    |    |    |    |
| 日 | 一 | 二 | 三 | 四 | 五 | 六 |
| | 1  | 2  | 3  | 4  | 5  | 6  |
| 7 | 8  | 9  | 10 | 11 | 12 | 13 |
| 14 | 15 | 16 | 17 | 18 | 19 | 20 |
| 21 | 22 | 23 | 24 | 25 | 26 | 27 |
| 28 |    |    |    |    |    |    |
| |    |    |    |    |    |    |

| 日 | 一 | 二 | 三 | 四 | 五 | 六 |
|    | 1  | 2  | 3  | 4  | 5  | 6  |
| 7  | 8  | 9  | 10 | 11 | 12 | 13 |
| 14 | 15 | 16 | 17 | 18 | 19 | 20 |
| 21 | 22 | 23 | 24 | 25 | 26 | 27 |
| 28 |    |    |    |    |    |    |
|    |    |    |    |    |    |    |

| 2021年3月 |    |    |    |    |    |    |
| \| 日 \| 一 \| 二 \| 三 \| 四 \| 五 \| 六 \| \| \| 1 \| 2 \| 3 \| 4 \| 5 \| 6 \| \| 7 \| 8 \| 9 \| 10 \| 11 \| 12 \| 13 \| \| 14 \| 15 \| 16 \| 17 \| 18 \| 19 \| 20 \| \| 21 \| 22 \| 23 \| 24 \| 25 \| 26 \| 27 \| \| 28 \| 29 \| 30 \| 31 \| \| \| \| \| \| \| \| \| \| \| \| |    |    |    |    |    |    |
| 日 | 一 | 二 | 三 | 四 | 五 | 六 |
| | 1  | 2  | 3  | 4  | 5  | 6  |
| 7 | 8  | 9  | 10 | 11 | 12 | 13 |
| 14 | 15 | 16 | 17 | 18 | 19 | 20 |
| 21 | 22 | 23 | 24 | 25 | 26 | 27 |
| 28 | 29 | 30 | 31 |    |    |    |
| |    |    |    |    |    |    |

| 日 | 一 | 二 | 三 | 四 | 五 | 六 |
|    | 1  | 2  | 3  | 4  | 5  | 6  |
| 7  | 8  | 9  | 10 | 11 | 12 | 13 |
| 14 | 15 | 16 | 17 | 18 | 19 | 20 |
| 21 | 22 | 23 | 24 | 25 | 26 | 27 |
| 28 | 29 | 30 | 31 |    |    |    |
|    |    |    |    |    |    |    |

| 2021年4月 |    |    |    |    |    |    |
| \| 日 \| 一 \| 二 \| 三 \| 四 \| 五 \| 六 \| \| \| \| \| \| 1 \| 2 \| 3 \| \| 4 \| 5 \| 6 \| 7 \| 8 \| 9 \| 10 \| \| 11 \| 12 \| 13 \| 14 \| 15 \| 16 \| 17 \| \| 18 \| 19 \| 20 \| 21 \| 22 \| 23 \| 24 \| \| 25 \| 26 \| 27 \| 28 \| 29 \| 30 \| \| \| \| \| \| \| \| \| \| |    |    |    |    |    |    |
| 日 | 一 | 二 | 三 | 四 | 五 | 六 |
| |    |    |    | 1  | 2  | 3  |
| 4 | 5  | 6  | 7  | 8  | 9  | 10 |
| 11 | 12 | 13 | 14 | 15 | 16 | 17 |
| 18 | 19 | 20 | 21 | 22 | 23 | 24 |
| 25 | 26 | 27 | 28 | 29 | 30 |    |
| |    |    |    |    |    |    |

| 日 | 一 | 二 | 三 | 四 | 五 | 六 |
|    |    |    |    | 1  | 2  | 3  |
| 4  | 5  | 6  | 7  | 8  | 9  | 10 |
| 11 | 12 | 13 | 14 | 15 | 16 | 17 |
| 18 | 19 | 20 | 21 | 22 | 23 | 24 |
| 25 | 26 | 27 | 28 | 29 | 30 |    |
|    |    |    |    |    |    |    |

| 2021年5月 |    |    |    |    |    |    |
| \| 日 \| 一 \| 二 \| 三 \| 四 \| 五 \| 六 \| \| \| \| \| \| \| \| 1 \| \| 2 \| 3 \| 4 \| 5 \| 6 \| 7 \| 8 \| \| 9 \| 10 \| 11 \| 12 \| 13 \| 14 \| 15 \| \| 16 \| 17 \| 18 \| 19 \| 20 \| 21 \| 22 \| \| 23 \| 24 \| 25 \| 26 \| 27 \| 28 \| 29 \| \| 30 \| 31 \| \| \| \| \| \| |    |    |    |    |    |    |
| 日 | 一 | 二 | 三 | 四 | 五 | 六 |
| |    |    |    |    |    | 1  |
| 2 | 3  | 4  | 5  | 6  | 7  | 8  |
| 9 | 10 | 11 | 12 | 13 | 14 | 15 |
| 16 | 17 | 18 | 19 | 20 | 21 | 22 |
| 23 | 24 | 25 | 26 | 27 | 28 | 29 |
| 30 | 31 |    |    |    |    |    |

| 日 | 一 | 二 | 三 | 四 | 五 | 六 |
|    |    |    |    |    |    | 1  |
| 2  | 3  | 4  | 5  | 6  | 7  | 8  |
| 9  | 10 | 11 | 12 | 13 | 14 | 15 |
| 16 | 17 | 18 | 19 | 20 | 21 | 22 |
| 23 | 24 | 25 | 26 | 27 | 28 | 29 |
| 30 | 31 |    |    |    |    |    |

| 2021年6月 |    |    |    |    |    |    |
| \| 日 \| 一 \| 二 \| 三 \| 四 \| 五 \| 六 \| \| \| \| 1 \| 2 \| 3 \| 4 \| 5 \| \| 6 \| 7 \| 8 \| 9 \| 10 \| 11 \| 12 \| \| 13 \| 14 \| 15 \| 16 \| 17 \| 18 \| 19 \| \| 20 \| 21 \| 22 \| 23 \| 24 \| 25 \| 26 \| \| 27 \| 28 \| 29 \| 30 \| \| \| \| \| \| \| \| \| \| \| \| |    |    |    |    |    |    |
| 日 | 一 | 二 | 三 | 四 | 五 | 六 |
| |    | 1  | 2  | 3  | 4  | 5  |
| 6 | 7  | 8  | 9  | 10 | 11 | 12 |
| 13 | 14 | 15 | 16 | 17 | 18 | 19 |
| 20 | 21 | 22 | 23 | 24 | 25 | 26 |
| 27 | 28 | 29 | 30 |    |    |    |
| |    |    |    |    |    |    |

| 日 | 一 | 二 | 三 | 四 | 五 | 六 |
|    |    | 1  | 2  | 3  | 4  | 5  |
| 6  | 7  | 8  | 9  | 10 | 11 | 12 |
| 13 | 14 | 15 | 16 | 17 | 18 | 19 |
| 20 | 21 | 22 | 23 | 24 | 25 | 26 |
| 27 | 28 | 29 | 30 |    |    |    |
|    |    |    |    |    |    |    |

| 2021年7月 |    |    |    |    |    |    |
| \| 日 \| 一 \| 二 \| 三 \| 四 \| 五 \| 六 \| \| \| \| \| \| 1 \| 2 \| 3 \| \| 4 \| 5 \| 6 \| 7 \| 8 \| 9 \| 10 \| \| 11 \| 12 \| 13 \| 14 \| 15 \| 16 \| 17 \| \| 18 \| 19 \| 20 \| 21 \| 22 \| 23 \| 24 \| \| 25 \| 26 \| 27 \| 28 \| 29 \| 30 \| 31 \| \| \| \| \| \| \| \| \| |    |    |    |    |    |    |
| 日 | 一 | 二 | 三 | 四 | 五 | 六 |
| |    |    |    | 1  | 2  | 3  |
| 4 | 5  | 6  | 7  | 8  | 9  | 10 |
| 11 | 12 | 13 | 14 | 15 | 16 | 17 |
| 18 | 19 | 20 | 21 | 22 | 23 | 24 |
| 25 | 26 | 27 | 28 | 29 | 30 | 31 |
| |    |    |    |    |    |    |

| 日 | 一 | 二 | 三 | 四 | 五 | 六 |
|    |    |    |    | 1  | 2  | 3  |
| 4  | 5  | 6  | 7  | 8  | 9  | 10 |
| 11 | 12 | 13 | 14 | 15 | 16 | 17 |
| 18 | 19 | 20 | 21 | 22 | 23 | 24 |
| 25 | 26 | 27 | 28 | 29 | 30 | 31 |
|    |    |    |    |    |    |    |

| 2021年8月 |    |    |    |    |    |    |
| \| 日 \| 一 \| 二 \| 三 \| 四 \| 五 \| 六 \| \| 1 \| 2 \| 3 \| 4 \| 5 \| 6 \| 7 \| \| 8 \| 9 \| 10 \| 11 \| 12 \| 13 \| 14 \| \| 15 \| 16 \| 17 \| 18 \| 19 \| 20 \| 21 \| \| 22 \| 23 \| 24 \| 25 \| 26 \| 27 \| 28 \| \| 29 \| 30 \| 31 \| \| \| \| \| \| \| \| \| \| \| \| \| |    |    |    |    |    |    |
| 日 | 一 | 二 | 三 | 四 | 五 | 六 |
| 1 | 2  | 3  | 4  | 5  | 6  | 7  |
| 8 | 9  | 10 | 11 | 12 | 13 | 14 |
| 15 | 16 | 17 | 18 | 19 | 20 | 21 |
| 22 | 23 | 24 | 25 | 26 | 27 | 28 |
| 29 | 30 | 31 |    |    |    |    |
| |    |    |    |    |    |    |

| 日 | 一 | 二 | 三 | 四 | 五 | 六 |
| 1  | 2  | 3  | 4  | 5  | 6  | 7  |
| 8  | 9  | 10 | 11 | 12 | 13 | 14 |
| 15 | 16 | 17 | 18 | 19 | 20 | 21 |
| 22 | 23 | 24 | 25 | 26 | 27 | 28 |
| 29 | 30 | 31 |    |    |    |    |
|    |    |    |    |    |    |    |

| 2021年9月 |    |    |    |    |    |    |
| \| 日 \| 一 \| 二 \| 三 \| 四 \| 五 \| 六 \| \| \| \| \| 1 \| 2 \| 3 \| 4 \| \| 5 \| 6 \| 7 \| 8 \| 9 \| 10 \| 11 \| \| 12 \| 13 \| 14 \| 15 \| 16 \| 17 \| 18 \| \| 19 \| 20 \| 21 \| 22 \| 23 \| 24 \| 25 \| \| 26 \| 27 \| 28 \| 29 \| 30 \| \| \| \| \| \| \| \| \| \| \| |    |    |    |    |    |    |
| 日 | 一 | 二 | 三 | 四 | 五 | 六 |
| |    |    | 1  | 2  | 3  | 4  |
| 5 | 6  | 7  | 8  | 9  | 10 | 11 |
| 12 | 13 | 14 | 15 | 16 | 17 | 18 |
| 19 | 20 | 21 | 22 | 23 | 24 | 25 |
| 26 | 27 | 28 | 29 | 30 |    |    |
| |    |    |    |    |    |    |

| 日 | 一 | 二 | 三 | 四 | 五 | 六 |
|    |    |    | 1  | 2  | 3  | 4  |
| 5  | 6  | 7  | 8  | 9  | 10 | 11 |
| 12 | 13 | 14 | 15 | 16 | 17 | 18 |
| 19 | 20 | 21 | 22 | 23 | 24 | 25 |
| 26 | 27 | 28 | 29 | 30 |    |    |
|    |    |    |    |    |    |    |

| 2021年10月 |    |    |    |    |    |    |
| \| 日 \| 一 \| 二 \| 三 \| 四 \| 五 \| 六 \| \| \| \| \| \| \| 1 \| 2 \| \| 3 \| 4 \| 5 \| 6 \| 7 \| 8 \| 9 \| \| 10 \| 11 \| 12 \| 13 \| 14 \| 15 \| 16 \| \| 17 \| 18 \| 19 \| 20 \| 21 \| 22 \| 23 \| \| 24 \| 25 \| 26 \| 27 \| 28 \| 29 \| 30 \| \| 31 \| \| \| \| \| \| \| |    |    |    |    |    |    |
| 日 | 一 | 二 | 三 | 四 | 五 | 六 |
| |    |    |    |    | 1  | 2  |
| 3 | 4  | 5  | 6  | 7  | 8  | 9  |
| 10 | 11 | 12 | 13 | 14 | 15 | 16 |
| 17 | 18 | 19 | 20 | 21 | 22 | 23 |
| 24 | 25 | 26 | 27 | 28 | 29 | 30 |
| 31 |    |    |    |    |    |    |

| 日 | 一 | 二 | 三 | 四 | 五 | 六 |
|    |    |    |    |    | 1  | 2  |
| 3  | 4  | 5  | 6  | 7  | 8  | 9  |
| 10 | 11 | 12 | 13 | 14 | 15 | 16 |
| 17 | 18 | 19 | 20 | 21 | 22 | 23 |
| 24 | 25 | 26 | 27 | 28 | 29 | 30 |
| 31 |    |    |    |    |    |    |

| 2021年11月 |    |    |    |    |    |    |
| \| 日 \| 一 \| 二 \| 三 \| 四 \| 五 \| 六 \| \| \| 1 \| 2 \| 3 \| 4 \| 5 \| 6 \| \| 7 \| 8 \| 9 \| 10 \| 11 \| 12 \| 13 \| \| 14 \| 15 \| 16 \| 17 \| 18 \| 19 \| 20 \| \| 21 \| 22 \| 23 \| 24 \| 25 \| 26 \| 27 \| \| 28 \| 29 \| 30 \| \| \| \| \| \| \| \| \| \| \| \| \| |    |    |    |    |    |    |
| 日 | 一 | 二 | 三 | 四 | 五 | 六 |
| | 1  | 2  | 3  | 4  | 5  | 6  |
| 7 | 8  | 9  | 10 | 11 | 12 | 13 |
| 14 | 15 | 16 | 17 | 18 | 19 | 20 |
| 21 | 22 | 23 | 24 | 25 | 26 | 27 |
| 28 | 29 | 30 |    |    |    |    |
| |    |    |    |    |    |    |

| 日 | 一 | 二 | 三 | 四 | 五 | 六 |
|    | 1  | 2  | 3  | 4  | 5  | 6  |
| 7  | 8  | 9  | 10 | 11 | 12 | 13 |
| 14 | 15 | 16 | 17 | 18 | 19 | 20 |
| 21 | 22 | 23 | 24 | 25 | 26 | 27 |
| 28 | 29 | 30 |    |    |    |    |
|    |    |    |    |    |    |    |

| 2021年12月 |    |    |    |    |    |    |
| \| 日 \| 一 \| 二 \| 三 \| 四 \| 五 \| 六 \| \| \| \| \| 1 \| 2 \| 3 \| 4 \| \| 5 \| 6 \| 7 \| 8 \| 9 \| 10 \| 11 \| \| 12 \| 13 \| 14 \| 15 \| 16 \| 17 \| 18 \| \| 19 \| 20 \| 21 \| 22 \| 23 \| 24 \| 25 \| \| 26 \| 27 \| 28 \| 29 \| 30 \| 31 \| \| \| \| \| \| \| \| \| \| |    |    |    |    |    |    |
| 日 | 一 | 二 | 三 | 四 | 五 | 六 |
| |    |    | 1  | 2  | 3  | 4  |
| 5 | 6  | 7  | 8  | 9  | 10 | 11 |
| 12 | 13 | 14 | 15 | 16 | 17 | 18 |
| 19 | 20 | 21 | 22 | 23 | 24 | 25 |
| 26 | 27 | 28 | 29 | 30 | 31 |    |
| |    |    |    |    |    |    |

| 日 | 一 | 二 | 三 | 四 | 五 | 六 |
|    |    |    | 1  | 2  | 3  | 4  |
| 5  | 6  | 7  | 8  | 9  | 10 | 11 |
| 12 | 13 | 14 | 15 | 16 | 17 | 18 |
| 19 | 20 | 21 | 22 | 23 | 24 | 25 |
| 26 | 27 | 28 | 29 | 30 | 31 |    |
|    |    |    |    |    |    |    |

2021年是一個平年，第一天是星期五。

## 重要熱點
※粗體字為引起大量傷亡、引起國際強烈反應或嚴重影響外交的事件。

### 科技熱點
- Windows 11 发布
- 蘋果公司推出私密傳送功能
- DeepMind解决了蛋白质结构预测问题
- mRNA疫苗首次大規模接種
- Facebook公司更名為Meta Platforms。
- 全球首次有主權國家（薩爾瓦多共和國）把比特幣列入為法定貨幣，並觸發當地反比特幣示威。

### 中國大陆/香港相關熱點
- 中国共产党成立100周年
- 2021年7月河南水灾
- 新疆种族灭绝指控
  - 新疆棉花事件
- 中国内地娱乐圈乱象：劣迹令

1. 郑爽：代孕弃养风波、阴阳合同及天价片酬事件
2. 吳亦凡涉嫌強姦案
3. 張哲瀚辱華事件

- 反對逃犯條例修訂草案運動
  - 2021年香港政治制度改革
  - 香港民主派初選大搜捕
  - 中國和香港不承認BNO為有效旅行證件
  - 民主派組織解散潮
  - 蘋果日報、立場新聞大搜捕事件
- 中國降低與立陶宛的外交關係

### 中東相關熱點
- 阿拉伯之春、阿拉伯之冬、第二次阿拉伯之春

1. 敘利亞內戰、凱撒敘利亞平民保護法案
2. 2021年10月蘇丹政變、2019－2022年蘇丹抗議活動（英语：2019–2022 Sudanese protests）
3. 葉門內戰 (2014年至今)
4. 2019－2021年黎巴嫩抗議
5. 2019－2021年伊拉克抗議
6. 2019－2021年阿爾及利亞示威
7. 2021年以巴衝突

- 自由哨兵行动：2021年塔利班攻勢

### 美國相關熱點
- 喬·拜登就任第46任美國總統
- 2021年美国国会大厦遭冲击事件
- 2021年得克萨斯州大停电

### 日本相關熱點
- 2020年夏季奧林匹克運動會
- 2021年福島地震
- 日本政府决定将福島核廢水排放
- 2021年自由民主黨總裁選舉
- 第49屆日本眾議院議員總選舉

### 其他地区相關熱點
- 2021年德國聯邦議院選舉
- 2021年緬甸政變
  - 2021年缅甸反军事政变示威
- 提格雷戰爭
- 2020年－2022年馬來西亞政治危機
- 北韓與馬來西亞斷交
- 2021年馬里政變
- 2021年古巴抗議
- 委內瑞拉總統與議長地位危機
- 2020－2021年白俄羅斯示威
  - 瑞安航空4978號班機事件
- 2021年南非骚乱
- 2021年海地地震
- 2021年哥倫比亞抗議活動

## 大事記

### 1月
- 1月1日：
  - 新加坡将买烟吸烟最低年龄调高至21岁。[1]

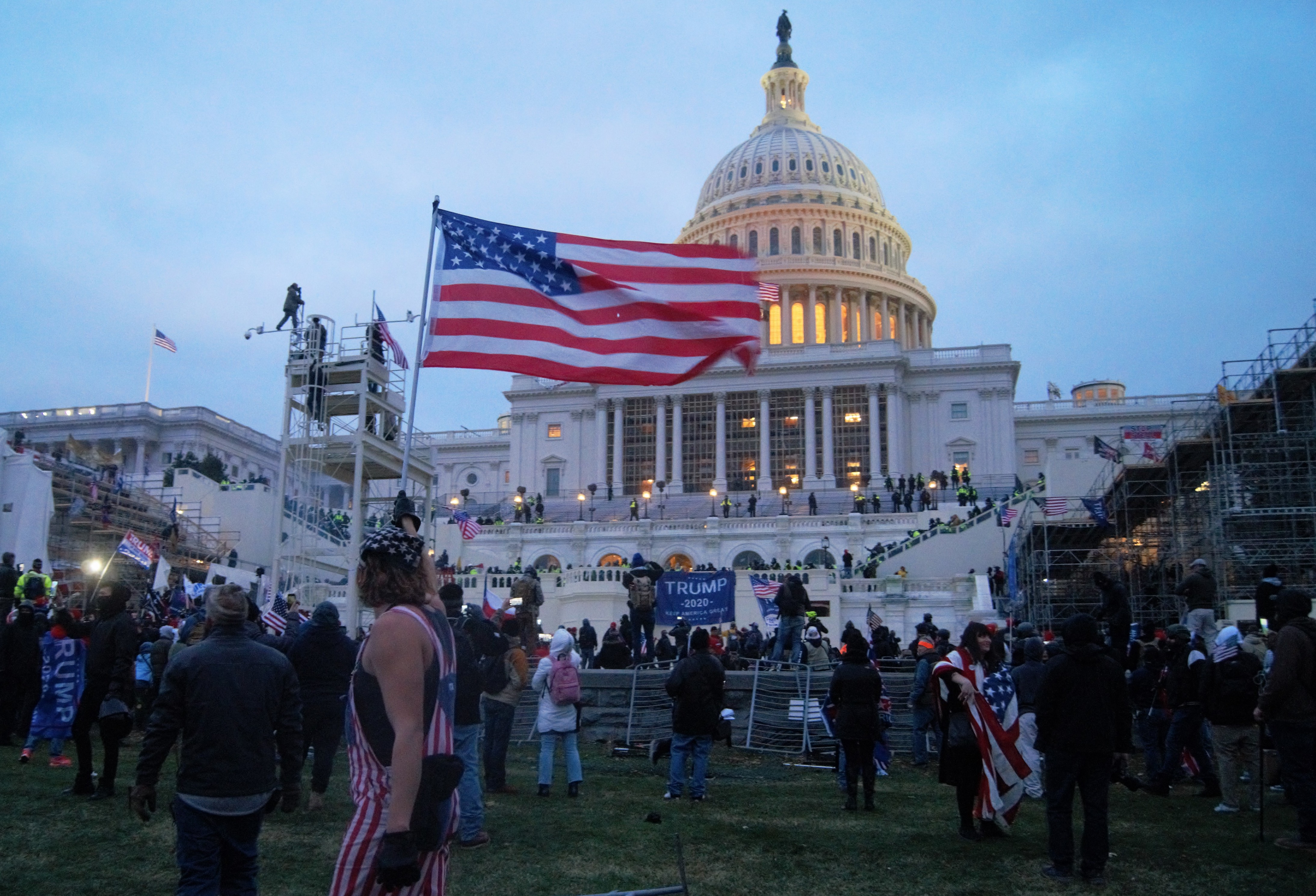
1月6日：前美國總統川普支持者闖入國會大廈（1814年布萊登斯堡之戰以來第一次美国国会大厦受到侵入），打亂國會認證民主黨籍總統當選人喬·拜登（Joe Biden）勝選的程序，警方已將這些支持者驅離，華盛頓特區實施宵禁。晚上，美國參眾兩院國會議員聯合開議，點算選舉人票。一旦拜登取得二百七十票，跨越當選門檻，主持會議的副總統兼參議院議長彭斯就必須宣布選舉結果

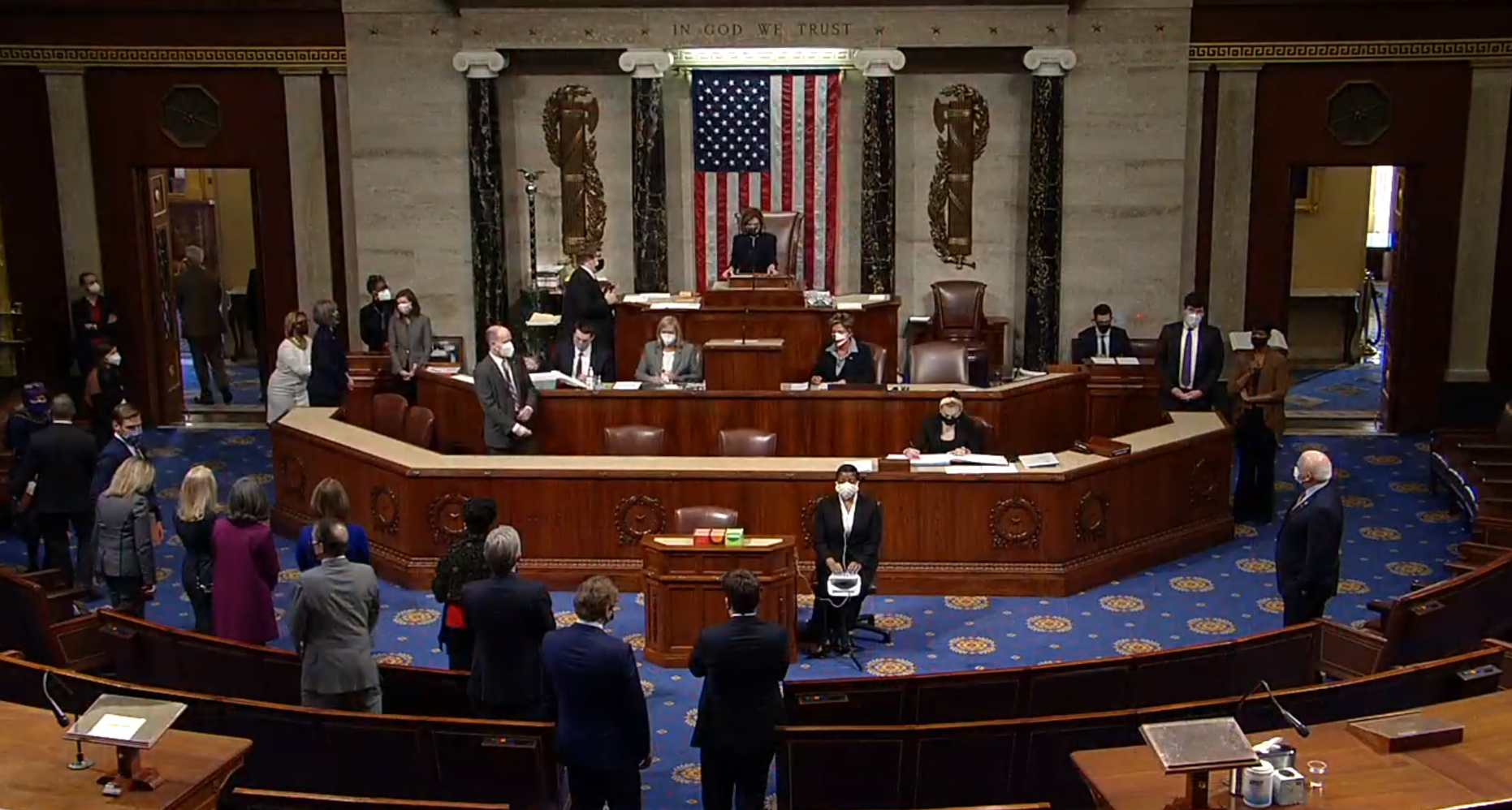
1月13日：美國眾議院下午就彈劾川普總統案表決，並以232票比197票通過，其中投支持的美國共和黨議員有十人；此次彈劾條款僅有「煽動暴亂」(incitement of insurrection)一項罪名，至此，川普或成為美國歷史上首位，也是唯一一位在任內兩度被彈劾的美國總統

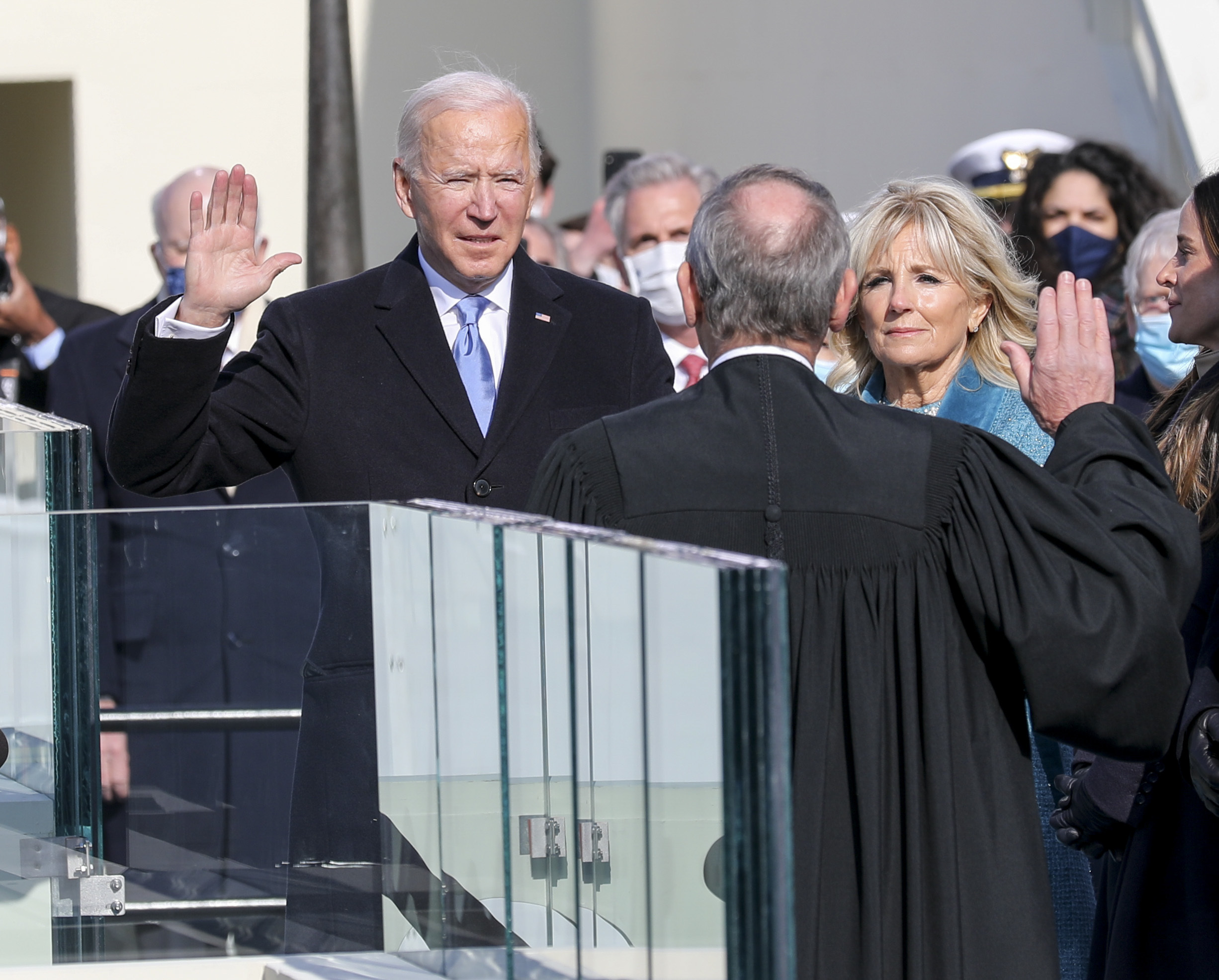
1月20日：喬·拜登宣誓就任第59屆（第46任）美国总統

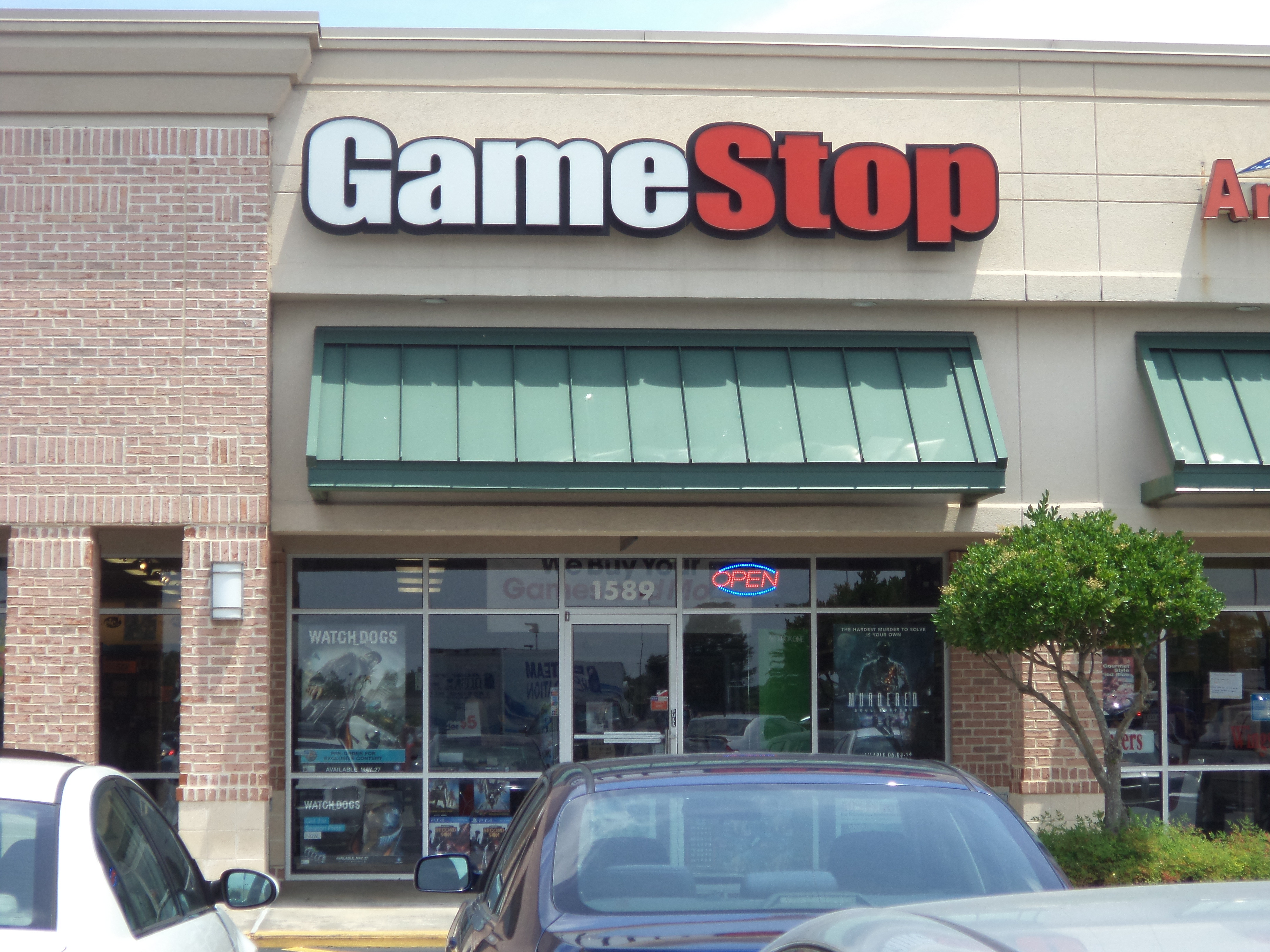
1月29日：美國遊戲零售商股票GameStop上演瘋狂軋空行情，而始作俑者的知名空頭機構香櫞研究（Citron Research）遭散戶逆襲做多，被迫認賠殺出，香櫞創辦人安德鲁·莱夫特突然宣布不再發布做空報告，未來將改為投資人找尋「做多」的長期投資機會，意味著向散戶投降

  - 新加坡金融管理局停止发行新的1000元纸钞以防范洗钱和恐怖主义的金融风险。[2]
  - 中華民國實施手搖飲「加料」的「總糖量」與「總熱量」全都要標示。未依規定標示或標示不實，最高可處新台幣300萬元或400萬元罰款[3]。

- 1月2日——英國《泰晤士報》報導，液体火箭RS-28薩爾馬特（Sarmat）是要取代舊式R-36撒旦（Satan）彈道導彈，在西伯利亞导弹发射井佈署。俄羅斯國防部副部長克里沃魯奇科（Alexei Krivoruchko）聲稱，能夠飛越南極或北極打擊目標。新導彈試射曾多次推遲，但報導指俄羅斯近期將進行試射[4]。

- 1月3日——印度中央藥品標凖控制局(CDSCO)正式批准緊急使用(EUA)兩款新冠疫苗，包括當地企業巴拉特生物技術公司製造的一款國產滅活疫苗名稱：BBV152，但這款疫苗尚在進行第三期試驗，其有效率未知，引發一些衛生專家的質疑。另一款獲批疫苗是阿斯利康與牛津大學研發的[5]。

- 1月4日：
  - 綜合外媒報導，英國牛津大學皇家欽定醫學教授貝爾（John Bell）表示，對於新冠疫苗是否能夠預防傳染性高的南非變種病毒，仍是一個「大問號」。貝爾指出，南非變種病毒因其更具傳染力，比最先在英國發現的變種病毒「還要令人擔憂」[6]。
  - 亞西地緣政治最大變數，伊朗政府宣布在佛爾多（Fordo）開始提煉濃度20%的高濃縮鈾。並在全球石油運輸大動脈「荷莫茲海峽」扣押一艘大韓民國籍的油輪，導致緊張情勢急遽升高[7]。
  - 鴻海研究院(Hon Hai Research Institute)於台北市鴻海內湖大樓舉行揭牌儀式，由鴻海科技集團（2317）董事長暨鴻海研究院院長劉揚偉親自主持，國發會龔明鑫主任委員、鴻海科技集團創辦人郭台銘以及總財務長黃秋蓮等人共同與會揭牌[8]。
  - 中共中央總書記習近平以中央軍委主席身分簽署中央軍委2021年1號命令，向解放軍發布「開訓動員令」，要求全軍聚焦「備戰打仗」，確保「全時待戰、隨時能戰」[9]。

- 1月5日：
  - 朝鮮勞動黨於首都平壤召開第8次全國代表大會，朝鮮勞動黨委員長金正恩致詞時坦承，國家5年經濟計劃宣告全面潰敗，各部門均未達到要求標準，他以嚴厲語氣稱這次的失敗經驗是一次「很痛的教訓」[10]。
  - 大韓民國首款高速動力分散式列車KTX-Eum列車，正式營運。
- 1月6日：
  - 歐盟(EMA)的人類藥物委員會(CHMP)開會（页面存档备份，存于），建議發給正式之「條件式上市證照」(Conditional Marketing Authorisation, CMA)。決定核准美國莫德纳公司研發的新冠疫苗名稱：莫德纳2019冠状病毒病疫苗，施打物件為18歲及以上年齡人群。
  - 前美國總統川普支持者闖入國會大廈（1814年布萊登斯堡之戰以來第一次美国国会大厦受到侵入），打亂國會認證民主黨籍總統當選人喬·拜登（Joe Biden）勝選的程序，警方已將這些支持者驅離，華盛頓特區實施宵禁。晚上，美國參眾兩院國會議員聯合開議，點算選舉人票。一旦拜登取得二百七十票，跨越當選門檻，主持會議的副總統兼參議院議長彭斯就必須宣布選舉結果。
  - 去年美國總統川普下令擊殺伊朗革命衛隊精銳「聖城軍」指揮官蘇萊曼尼（Qassem Soleimani），為此，伊朗官員不斷宣誓要報仇，就在事發滿一年之際，紐約多位航空管制員4日都收到了恐攻威脅，對方揚言，「在週三（6日）這天，我們會駕駛一架飛機衝撞國會大廈，為蘇萊曼尼報仇」[11]。

- 1月7日：
  - 凌晨，美国国会联席会议确认乔·拜登胜选。美國總統川普承諾於1月20日有序地移交權力予總統當選人拜登。
  - 這天，特斯拉股價單日漲幅近8%，來到每股816美元，市值達7740億美元，這使特斯拉CEO馬斯克的身價來到創紀錄的1850億美元，躍升為全球首富；超越亞馬遜公司創辦人貝佐斯的1733億美元，而微軟創辦人比爾蓋茲，則以1320億美元淨資產排名第三[12]。

- 1月8日：
  - 新加坡總理李顯龍率先施打冠病疫苗。
  - 韓國法院判決日本政府賠償12名韓籍慰安婦受害者每人1億韓圓（約新台幣256萬圓）[13]。
  - 台湾內政部公布民國109年人口統計，去年1至12月出生人數為16萬5249人，創歷年新低，死亡人數為17萬3156人，死亡人數超過出生人數，台灣人口首度負成長[14]。

- 1月9日——拥162年历史罗敏申百货关闭其在新加坡的最后一间门店莱佛士城店。[15]

- 1月10日：
  - 朝鮮勞動黨第八次代表大會舉行第八屆中央委員會選舉，並推舉勞動黨委員長金正恩為總書記。[16]
  - 馬來西亞相隔3个月后再有第二名内阁部长，即首相署（经济事务）部长慕斯达法·莫哈末证实感染新冠病毒[17]，隔日另一名部长妇女、家庭及社会发展部长丽娜·哈仑也确诊染疫[18]。

- 1月11日：
  - 香港終審法院首席法官馬道立卸任，張舉能就任。

- 1月12日：
  - Adobe公司正式結束Adobe Flash Player的支援，包括不會再提供安全更新。[19]
  - 美國白宮國安會（页面存档备份，存于）晚間公布印太戰略框架機密文件。框架指出，美國應協助台灣能夠制定有效的不對稱國防戰略與能力，並將台灣納入第一島鏈，遏止国内的擴張[20]。
  - 巴西布坦坦研究所公布中國科興中維的COVID-19滅活疫苗名稱：克爾來福在巴西的三期試驗結果，有效性為50.38%[21]。
  - 马来西亚国家元首苏丹阿都拉颁布紧急状态对抗疫情，从1月12日至8月1日[22]。慕尤丁提到，在紧急状态期间，政府赋予特别权力遏制疫情蔓延，包括征用私人医院资产协助抗疫及加重刑罚对付违反SOP者[23]。另外，内政部长韩沙再努丁确诊染疫[24]。

- 1月13日：
  - 中國大陸自主研發設計、自主製造，號稱時速超過600公里，位於成都的西南交通大學九里堤校區，舉行「世界首條高溫超導高速磁浮工程化樣車及試驗線啟用儀式」。大陸下一步計畫結合真空管道技術，開發填補陸地交通和航空交通速度空白的綜合交通系統，為遠期朝時速1,000公里以上速度值的突破奠定基礎，從而構建陸地交通運輸的全新模式，帶動軌道交通發展的顛覆性變革[25]。
  - 香港受一股強烈冬季季候風影響，新界內陸地區的輻射冷卻相當顯著，北潭涌和打鼓嶺氣溫分别只有零下0.5℃及零下0.9℃，創下該兩站有記錄以來氣溫新低，而廣泛新界內陸地區低溫普遍只有0至3℃同時出現明顯的結霜結冰現象。
  - 美國眾議院下午就彈劾川普總統案表決，並以232票比197票通過，其中投支持的美國共和黨議員有十人；此次彈劾條款僅有「煽動暴亂」(incitement of insurrection)一項罪名，至此，川普或成為美國歷史上首位，也是唯一一位在任內兩度被彈劾的美國總統[26]。

- 1月16日：
  - 斯泰蘭蒂斯正式完成合併，躍居全球第四大汽車集團，年銷售810萬輛汽車，並有夠深的口袋發展電動車，能與福斯集團、豐田汽車及雷諾－三菱－日產聯盟（英语：Renault–Nissan–Mitsubishi Alliance）等更大的競爭對手，一較高下[27]。

- 1月19日：
  - 根據《每日郵報》報導，美國國家科學基金會（NSF）的黑色實驗室（英语：NOIRLab）發布新聞稿，已經找到目前已知最遙遠、最古老、質量超巨大的黑洞與類星體，該黑洞相當於16億個太陽質量，而該類星體比整個銀河系的亮度高上1000倍。研究人員使用位在智利阿塔卡馬（Atacama）的天文望遠鏡，在130億光年外發現了形成於大爆炸後6.7億年的超巨大黑洞與類星體，其命名為「J0313-1806」（页面存档备份，存于），發表於美國天文學會會議[28]。
  - 日本連鎖賣場唐吉訶德在台灣首家分店－「DON DON DONKI 西門店」正式開幕[29]。

- 1月20日——喬·拜登宣誓就任第59屆（第46任）美国总統。

- 1月22日：
  - 聯合國的禁止核武器條約正式生效。

- 1月23日：
  - 香港新型冠狀病毒肺炎累計個案突破一萬宗

- 1月26日：
  - 澳大利亞聯邦成立120週年
  - 香港開埠180週年

- 1月27日——新加坡冠病疫苗开放给宏茂桥和丹戎巴葛70岁及以上长者注射，年长人士的疫苗接种正式开始；总统哈莉玛接种疫苗。[30]

- 1月28日——勝安航空正式并入新加坡航空公司。[31]

- 1月29日
  - 美國遊戲零售商股票GameStop上演瘋狂軋空行情，而始作俑者的知名空頭機構香櫞研究（Citron Research）遭散戶逆襲做多，被迫認賠殺出，香櫞創辦人安德鲁·莱夫特（英语：Andrew Left）突然宣布不再發布做空報告，未來將改為投資人找尋「做多」的長期投資機會，意味著向散戶投降[32]。
  - 馬來西亞單日新增確診病例突破5000大關，報5725宗，累積病例也激增至20萬3933宗[33]。

- 1月31日:
  - 英國宣佈，於此日起提供香港BNO簽證（页面存档备份，存于），不設限額，其沒有英国国民（海外）(British National (Overseas)，BNO)的家人亦可跟隨移民[34]，而中國政府及香港特區政府亦宣佈此日起不再承認BNO為有效旅遊證件。
  - 越南共產黨第十三屆中央委員會第一次全體會議舉行選舉，再次推舉阮富仲為中央委員會總書記[35]。

### 2月

2月15日：冬季風暴在北美地區造成大停電，美國至少有500萬家庭和企業停電，墨西哥有470萬家庭和企業停電。美國停電以德州最為嚴重，15日早上最少有430萬家庭和企業停電

- 2月1日——缅甸政变，缅甸抗议活动，2月1日政变以来在缅甸镇压抗议中死亡的人数大约有1000名反政变示威者被杀包括儿童，孕妇在内的平民进行致命镇压，5-6千多人民被抓，但抗议者无视警告，依然走上城镇街头。

- 2月13日——美国参议院审理第二次特朗普弹劾案后，投票认定第45任美国总统唐纳德·特朗普无罪。

- 2月15日——冬季風暴在北美地區造成大停電，美國至少有500萬家庭和企業停電，墨西哥有470萬家庭和企業停電。美國停電以德州最為嚴重，15日早上最少有430萬家庭和企業停電[36]。

- 2月22日：
  - 加拿大國會下議院除總理杜魯多及其內閣，全體266票一致通過認為中國對新疆維吾爾族的行動構成種族滅絕[37]。

- 2月25日：
  - 荷蘭國會通過認為中國在新疆的行為構成維吾爾族種族滅絕的動議，而荷蘭執政黨自由民主人民黨議員則投下反對票[38]。

### 3月
- 3月5日
  - 中华人民共和国第十三届全国人民代表大会第四次会议公布《关于完善香港特别行政区选举制度的决定》，对香港政治制度进行回归以来的第四次改革。[39]

- 3月11日
  - 中國第十三屆全國人大四次會議以2895票贊成、1票棄權，通過《關於完善香港特別行政區選舉制度的決定》，授權全國人大常委會修改香港基本法附件一《行政長官的產生辦法》和附件二《立法會的產生辦法和表決程序》[40]。
- 3月20日：
  - 義享天地正式試營運，橫跨於廣場北面及西面牆面，面寬度達 49 公尺、由 624 塊屏體模組所組成的大型LED，展現全台唯一裸視3D獨眼巨人[41]。
- 3月22日：
  - 歐洲聯盟聯合美國、英國、加拿大宣佈因維吾爾族人權問題對4名中國官員，包括中共新疆維吾爾自治區黨委前政法委書記朱海侖，中共新疆維吾爾自治區黨委常委、政法委書記王明山，新疆生產建設兵團政委、中國新建集團公司董事長王君正，及新疆維吾爾自治區公安廳廳長陳明國與1個實體新疆生產建設兵團公安局實施制裁。這是自1989年天安門事件歐盟對中國實施武器禁運以來的首次制裁。[42][43][44][45]

- 3月23日：
  - 長榮海運旗下的貨櫃船長賜輪駛經埃及蘇伊士運河時遇上強勁沙塵暴，導致船身擱淺並堵塞運河長達六天。在此期間，跨洲物流運輸受阻，造成多國原物料短缺，物價上漲，對全球經濟影響甚鉅。

- 3月26日：
  - 俄羅斯歷史上第二位潛艇出身被任命為海軍總司令葉夫梅諾夫（Nikolai Yevmenov)，在與總統普廷的視訊報告中公布了白熊2021演習多張照片，只見3艘核動力潛艦在半徑300公尺的範圍內，同時突破1.5公尺厚的北極冰層浮上水面，這是俄羅斯海軍歷史上的首次創舉[46]。

- 3月29日：
  - 中国足球协会超级联赛新科冠军江苏队退出中国足坛。

### 4月

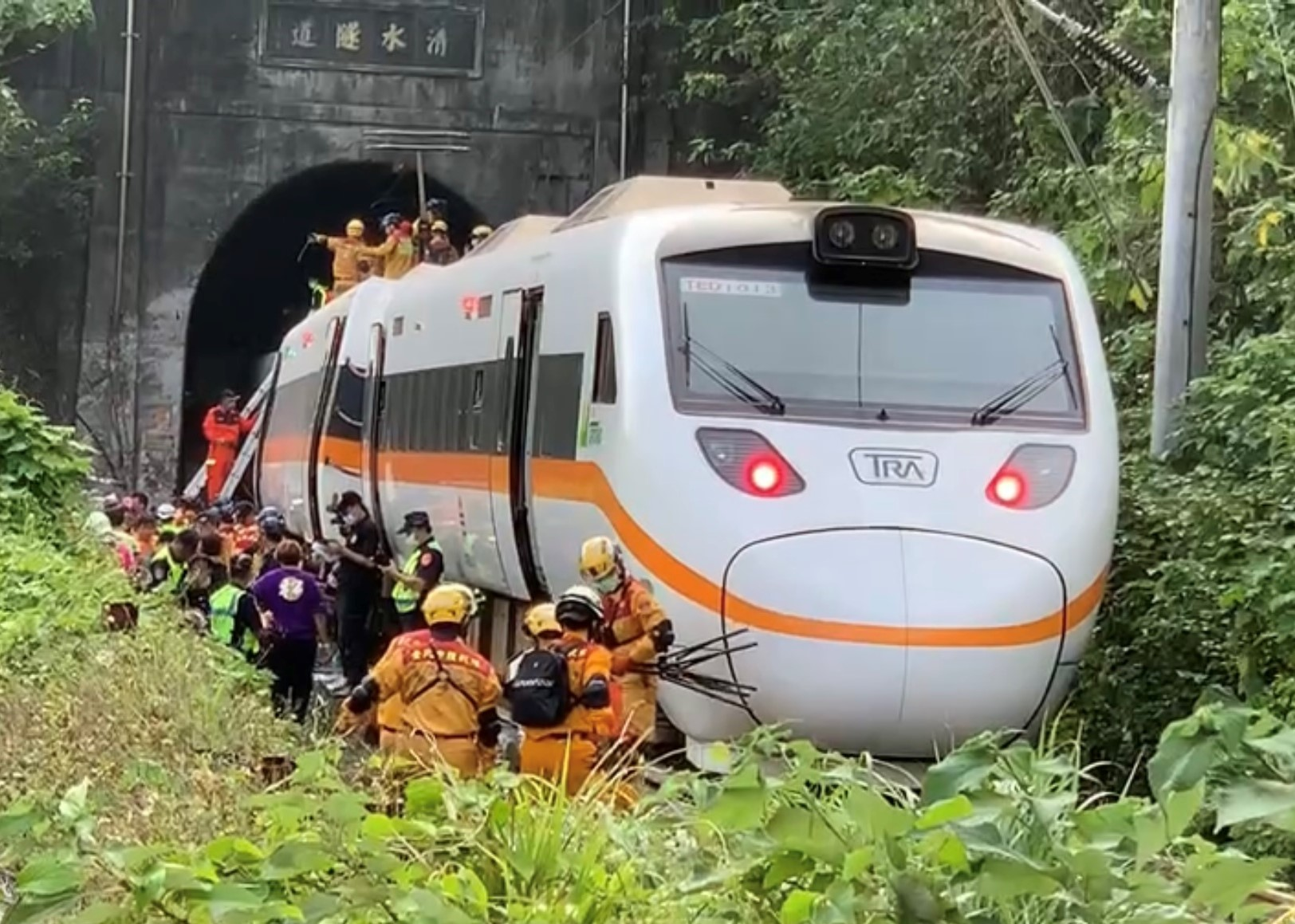
4月2日：太魯閣自強號在台灣花蓮縣秀林鄉發生出軌事故，導致至少49人死亡，多人受傷

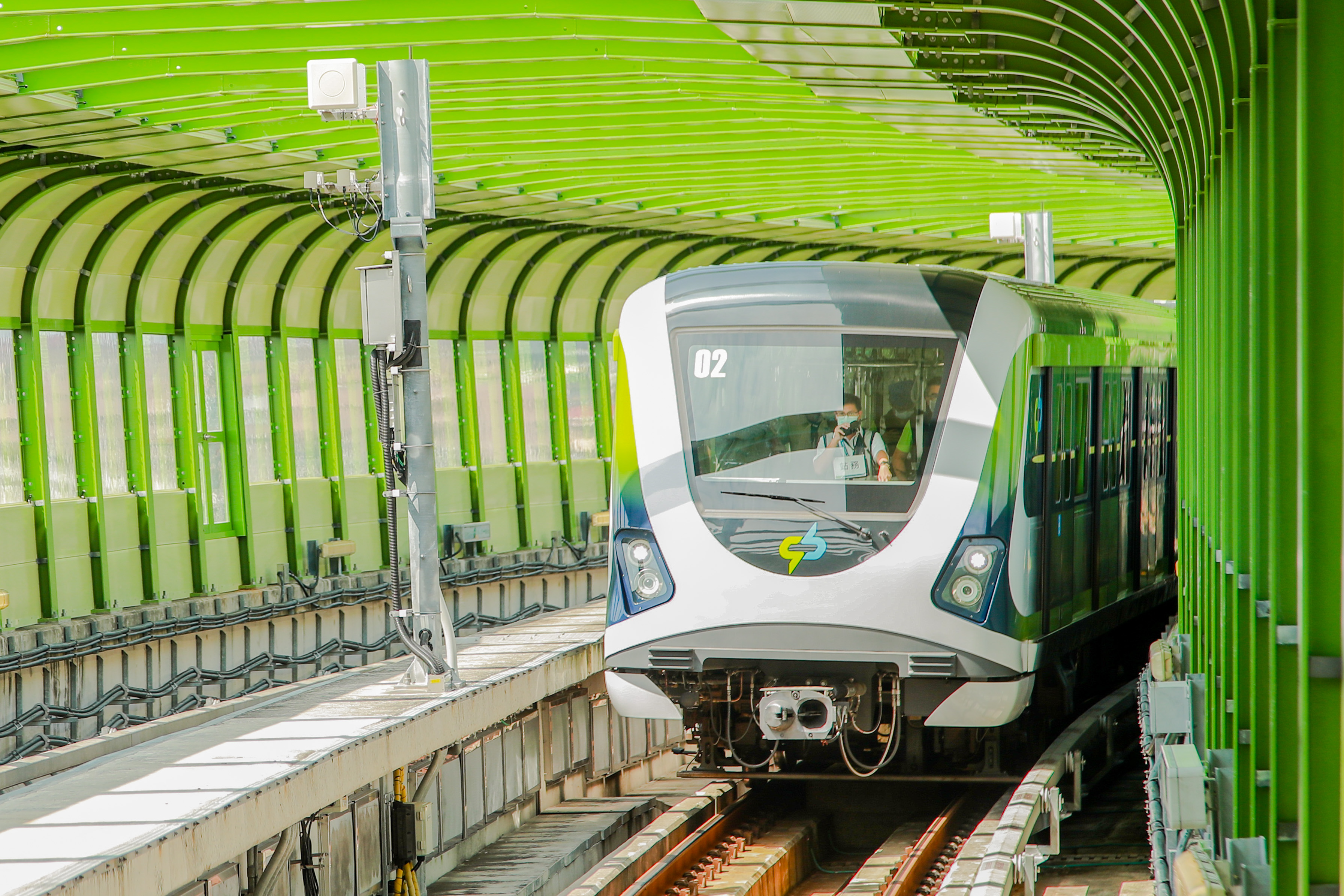
4月25日：台灣中部第一條捷運，臺中捷運綠線全線正式通車營運

- 4月2日──太魯閣自強號在台灣花蓮縣秀林鄉發生出軌事故，導致至少49人死亡，多人受傷。[47]

- 4月9日——韓國防衛事業廳與韓國航空宇宙產業（KAI）自製新一代超音速噴射戰鬥機KF-21「獵鷹」（KF-21 Boramae）一號原型機舉行揭幕儀式。文在寅總統在講話指出，KF-21戰機完成陸空測試就會立刻展開全面生產，不僅成為南韓空軍骨幹，也象徵南韓獨立國防展開新紀元，更是航空工業發展的歷史里程碑[48]。

- 4月12日——全台最後的波音747-400客機走入歷史，中華航空上午特別舉行「Farewell my Queen 747女王想見你」歡送會，由華航董事長謝世謙率主管團隊與百位華航會員及退休員工齊向「空中女王」致敬，見證747-400客機從華航機隊「畢業」[49]。

- 4月14日——亞馬遜 (AMZN-US) 執行長貝佐斯（Jeff Bezos）的私人太空公司藍色起源（Blue Origin）進行新雪帕德火箭（New Shepard）第 15次試飛，繼SpaceX(龍飛船)、波音(星際航線)之後，朝商業載人升空目標再邁進一步。新雪帕德火箭的太空艙設計成最多 6 人乘載，不過這次任務並無搭載人員。藍色起源表示，此次升空任務為 NS-15，從位於德州西部的私人站點發射，象徵進入乘客搭乘前的「驗證步驟」[50]。
- 4月18日——英超「BIG 6」、皇馬、巴塞及祖雲達斯等12支歐洲豪門，宣布自立門戶，共同加入歐洲超級聯賽(European Super League)[51]。
- 4月19日：
  - NASA的火星飛行器機智號在火星，首次順利飛行。繼萊特兄弟飛行者一號之後，人類飛行器再一次的大躍進。
  - 古巴共产党第八次全国代表大会闭幕，古巴国家主席米格尔·迪亚斯-卡内尔接替劳尔·卡斯特罗出任古共中央第一书记，结束卡斯特罗兄弟自1959年古巴革命以来62年的统治[52]。
- 4月22日——英國下議院在無議員反對的情況下投票通過了由保守黨議員努斯拉特·加尼提出的一項動議，確認新疆的維吾爾人遭受反人類罪和種族滅絕罪，是繼美國、加拿大和荷蘭之後，又一個承認中國政府對維吾爾族施行「種族滅絶」的西方國家議會。[53][54]

- 4月25日——台灣中部第一條捷運，臺中捷運綠線全線正式通車營運。

- 4月28日——哥倫比亞因反對總統伊萬·杜克·馬爾克斯政府提出的增稅和醫療改革而爆發大規模抗議，並演變為暴力衝突。

- 4月29日——航天發展跨步，中國太空站「天和」核心艙成功發射升空[55]。

### 5月

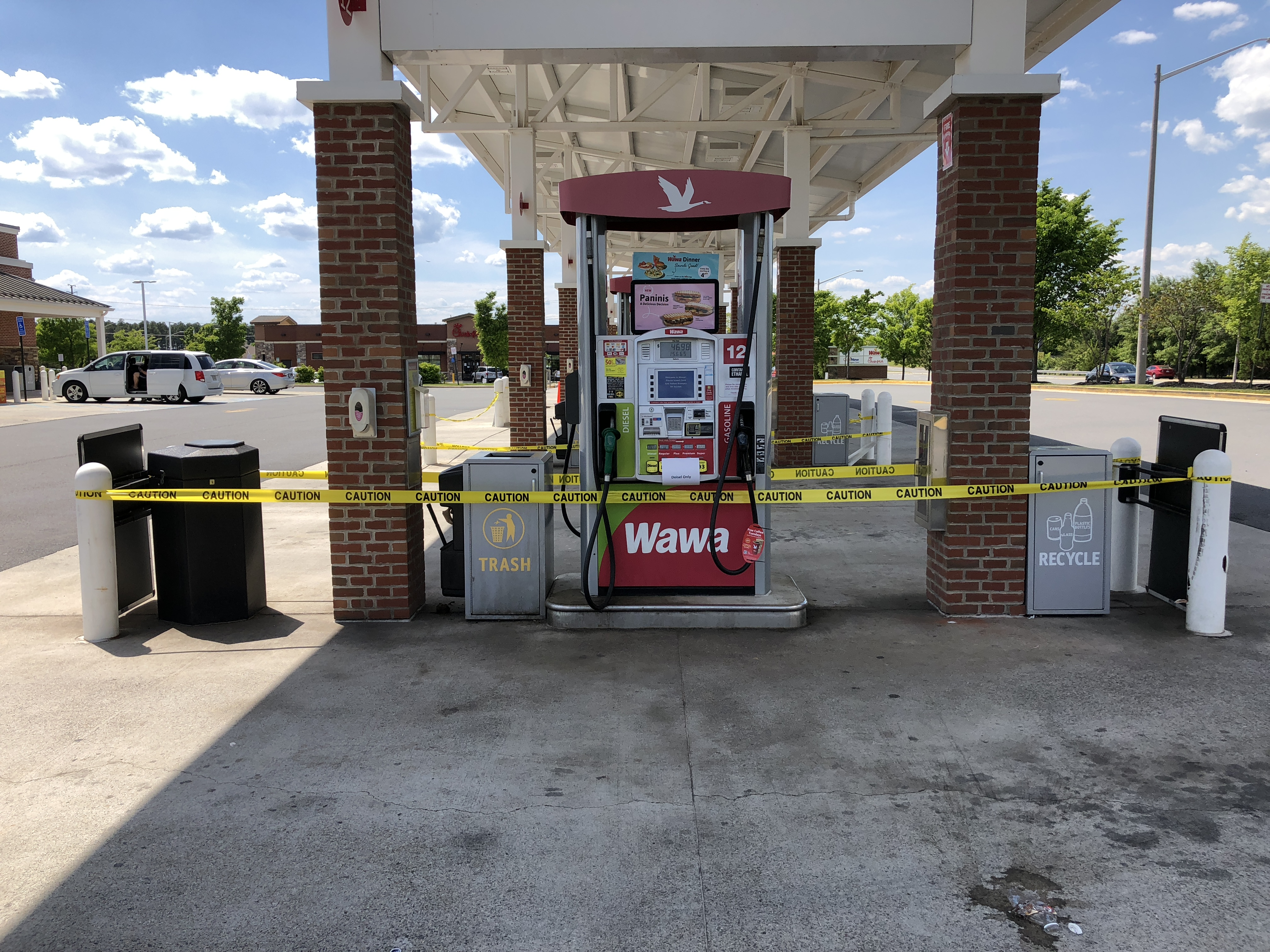
5月7日：美聯社報導，美國最大燃油管線營運業者「殖民管線公司」（Colonial Pipeline）輸送美國東岸各地使用的約45%燃料，在自稱為「黑暗面」（DarkSide）的犯罪駭客幫派發動勒索軟體攻擊後，營運停擺

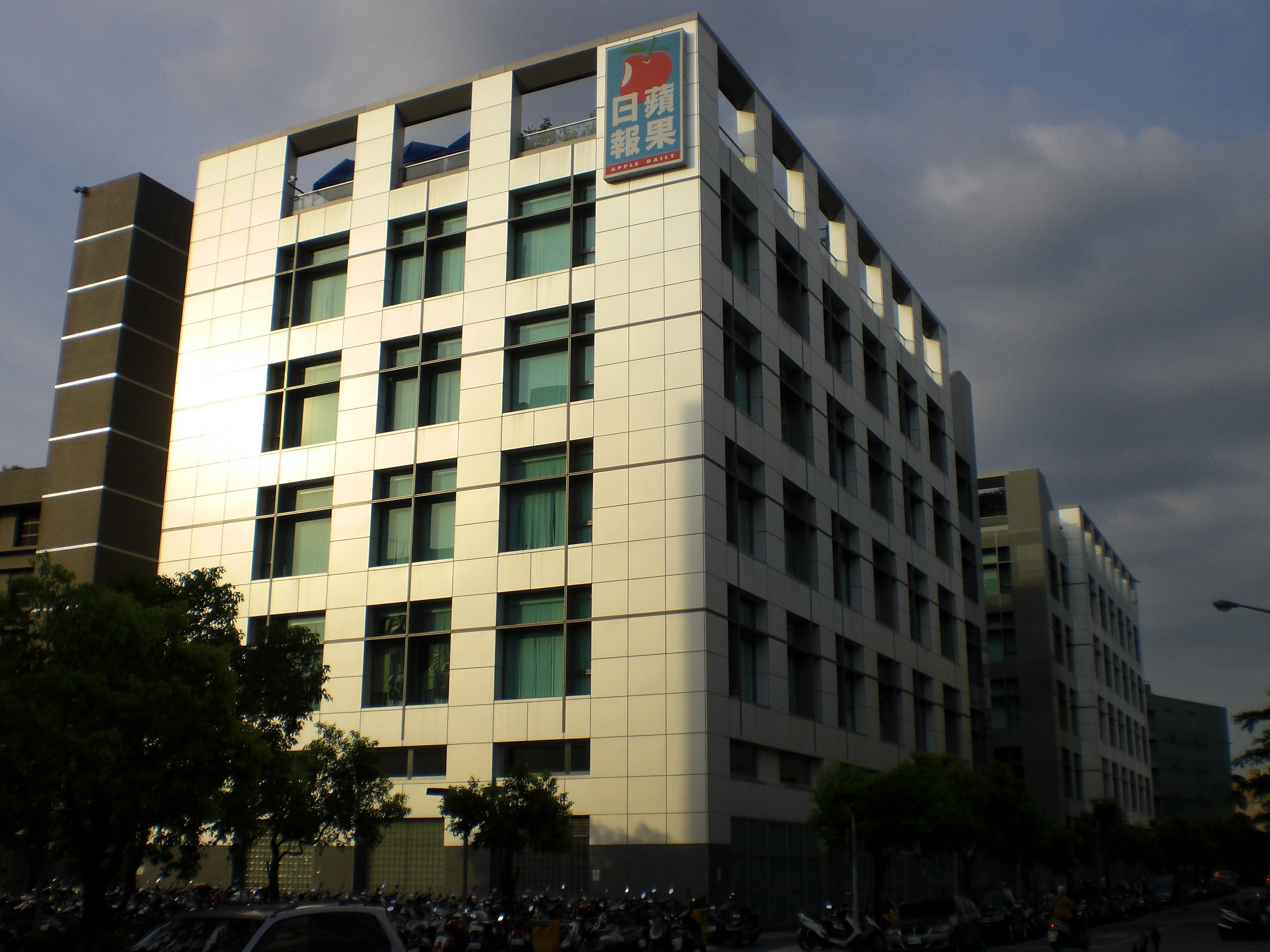
5月18日：台灣蘋果日報紙本在昨日出刊最後一次報紙後，在今日起停刊

- 5月6日——巴勒斯坦抗議者與以色列警方在東耶路撒冷謝赫·賈拉社區發生衝突，抗議以色列最高法院準備判決是否驅逐該社區的巴勒斯坦居民。[56]

- 5月7日——美聯社報導，美國最大燃油管線營運業者「殖民管線公司」（Colonial Pipeline）輸送美國東岸各地使用的約45%燃料，在自稱為「黑暗面」（DarkSide）的犯罪駭客幫派發動勒索軟體攻擊後，營運停擺[57]。

- 5月12日——香港立法會三讀正式通過《2021年公職（參選及任職）（雜項修訂）條例草案》，條例規定，香港區議員須宣誓，效忠基本法及香港特區政府。條例也定明不效忠基本法及特區政府的定義，例如違反基本法23條，違反港區國安法等。在草案通過前，已經有至少32名區議員主動辭職或被取消資格。[58][59]

- 5月15日──中國大陸「天問一號」火星探測器，成功登陸火星，成為繼美國後第二個實現發射探測器在火星登陸的國家[60]。

- 5月18日──台灣蘋果日報紙本在昨日出刊最後一次報紙後，在今日起停刊[61]。

- 5月20日——以色列與巴勒斯坦達成停火協議，雙方皆宣稱勝利。[62]停火將於以色列當地時間21日凌晨2時生效。[63]以色列最高法院將驅逐東耶路撒冷謝赫·賈拉的巴勒斯坦人的決定推遲了30天。[64]

- 5月22日：
  - 杂交水稻专家、中国科学院院士、“共和国勋章”获得者袁隆平因多器官衰竭医治无效在湖南省湘雅医院逝世，享年91岁，中国大陆网友在网络上开展了广泛的纪念活动。
  - 中华人民共和国甘肃省白银市景泰县发生黄河石林百公里越野赛事故，造成21死8伤。
  - 從美國新墨西哥州的美國太空港(Spaceport America)的第一次飛行，這也是未來维珍银河(Virgin Galactic)進行商轉活動的母港，太空船2號載著兩名試飛員[65]。

- 5月23日：
  - 曾燕紅，香港首位登上珠穆朗瑪峰的女性[66][67]，更以44歲之齡再次成功「攻頂」，全程僅花25小時50分鐘，獲尼泊爾官員確認為歷來女性登峰最快時間，較舊紀錄快逾13小時。新紀錄尚待健力士確認。這名為港屢締歷史的女將說：「攀山不是為紀錄，而是試驗和發掘自己的能力。」[68]
  - 高空反氣旋正面橫掃香港，其中心於當日下午穿越香港天文台上空，並在微弱及極具破壞性偏南風影響下，香港天文台總部下午錄得最高氣溫達36.1℃，刷新5月份絕對最高氣溫之最高紀錄，並打破1963年5月錄得35.5℃的舊紀錄，其中大美督更錄得37.1℃高溫，可見5月是一年之中最熱月份
  - 白俄羅斯以機上有炸彈為由，派出一架戰機迫降客機，客機降落明斯克後當局隨即上機拘捕反對派記者羅曼·普羅塔塞維奇，事件引起美國、歐盟（尤其是立陶宛）等西方國家的譴責，並對白俄羅斯實施制裁。
- 5月27日——香港立法會二讀及三讀通過《2021年完善選舉制度（綜合修訂）條例草案》本地立法。新規定把直接民主參與投票的地區直選議員由35席減至20席，並取消可全民投票參與的區議會第二功能組別（共5席），也取消區議會第一功能組別，另增設40由選委會選出的議員，並成立候選人資格審查委員會，所有候選人需通過候選人資格審查委會的審查。政府形容法案可「落實愛國者治港」。中聯辦形容修例為「民主性、開放性和進步性的法案」，民主派批評修訂屬倒退。[69]
- 5月31日——中华人民共和国宣布进一步放宽计划生育限制，实施三孩政策及配套支持措施，同时渐进式延迟法定退休年龄。

### 6月
- 6月1日——香港政府公布電話卡實名登記制度最新安排，個人用戶最多可向每個電訊商登記10張儲值卡，企業用戶最多25張，預計2023年2月23日起全面實施。[70]
- 6月10日:
  - 中國全國人大常委會通過多項重要的法案，包括《反外國制裁法》、《數據安全法》、《海南自由貿易港法》等等。[71]
  - 日環食
- 6月16日——中華民國立法院三讀通過刪除《中華民國刑法》第239條 （页面存档备份，存于）通姦罪，並配合修訂第245條 （页面存档备份，存于）之相關內容，正式公布實施。
- 6月17日——中國大陸的神舟十二號載人太空船上午九時成功發射。近十六時成功對接天和核心艙前向接口气闸舱，十八時四十八分，聶海勝等三名太空人先後進入天和核心艙，標誌著中國人首次進入自己的天宮號太空站[72]。
- 6月18日——美國海軍福特級航母首艦「福特」號（USS Gerald R. Ford，CVN-78）終於接受了全艦衝擊測試，而第一次爆炸是該日下午，在佛羅里達州海岸外進行。這次測試的水下震度約達芮氏規模3.9。全艦衝擊測試（Full Ship Shock Trials，FSSTs）在於模擬實戰，利用龐大，甚至具侵入性的測試，來檢測全艦系統與人員在歷經接近艦身的大震盪衝擊後的狀況。自1987年以來，他們首度對航母進行相關測試。上次美方進行航母全艦衝擊測試的對象，是尼米茲級（Nimitz-Class）核動力航母「羅斯福」號（USS Theodore Roosevelt，CVN-71）[73]。
- 6月24日：
  - 美國微软公司正式公布 Windows 11。
  - 創刊26年的香港泛民主派報紙《蘋果日報 (香港)》因被指違反香港國安法並凍結資產，宣佈停刊[74]
- 6月25日：
  - 厦门地铁3号线厦门火车站到蔡厝站启用。
  - 深海一號氣田正式投產，中國海洋石油勘探正式進入超深水時代。
- 6月27日：
  - 港鐵屯馬綫土瓜灣站及宋皇臺站啟用，市民無須轉車便可由烏溪沙直達屯門。有人唱了一首曲子「屯馬開通真的很興奮」。
  - 成都第二个机场——天府国际机场正式启用，这个机场是十三五规划中，计划的建设。中国大陆最大的民用运输枢纽机场项目，其建成后的总面积将仅次于北京大兴国际机场。成都成為北京丶上海之後，中國大陸第三個擁有雙國際機場的城市[75]。
- 6月29日—— 杜拜深潛（Deep Dive Dubai）25°07′39.8″N 55°17′42.1″E / 25.127722°N 55.295028°E的潛水池可注入1400萬公升淡水，這個水量相當於6座奧運規格泳池，也比當今世界上任何其他潛水池至少大4倍以上。深度達60.02公尺，獲得金氏世界紀錄頒贈「全世界最深潛水池」的頭銜。池內水溫維持在攝氏30度，不論穿著薄潛水衣或泳衣都相當舒適[76]。
- 6月30日——加拿大卑詩省當地的驗屍官表示，在過去5天有至少486人突然死亡，遠高於過往人數，表明大多數人可能因突然的極端高溫而死亡，在美國也有一些人死於高熱。

### 7月
- 7月1日：

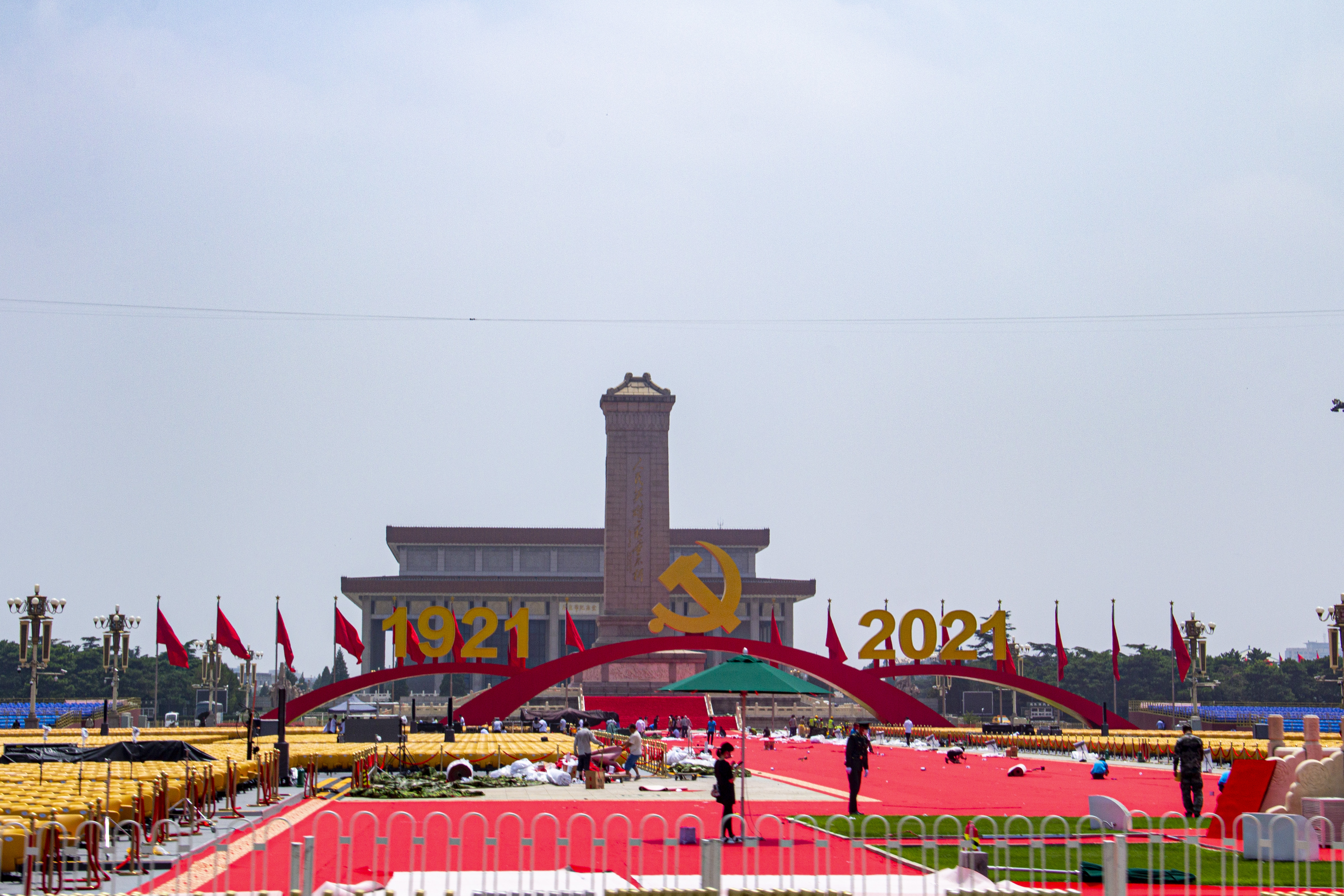
7月1日——上午八时，庆祝中国共产党成立100周年大会在中国北京天安门广场举行，中共中央总书记习近平宣布中国已实现“全面建成小康社会”的第一个一百年目标

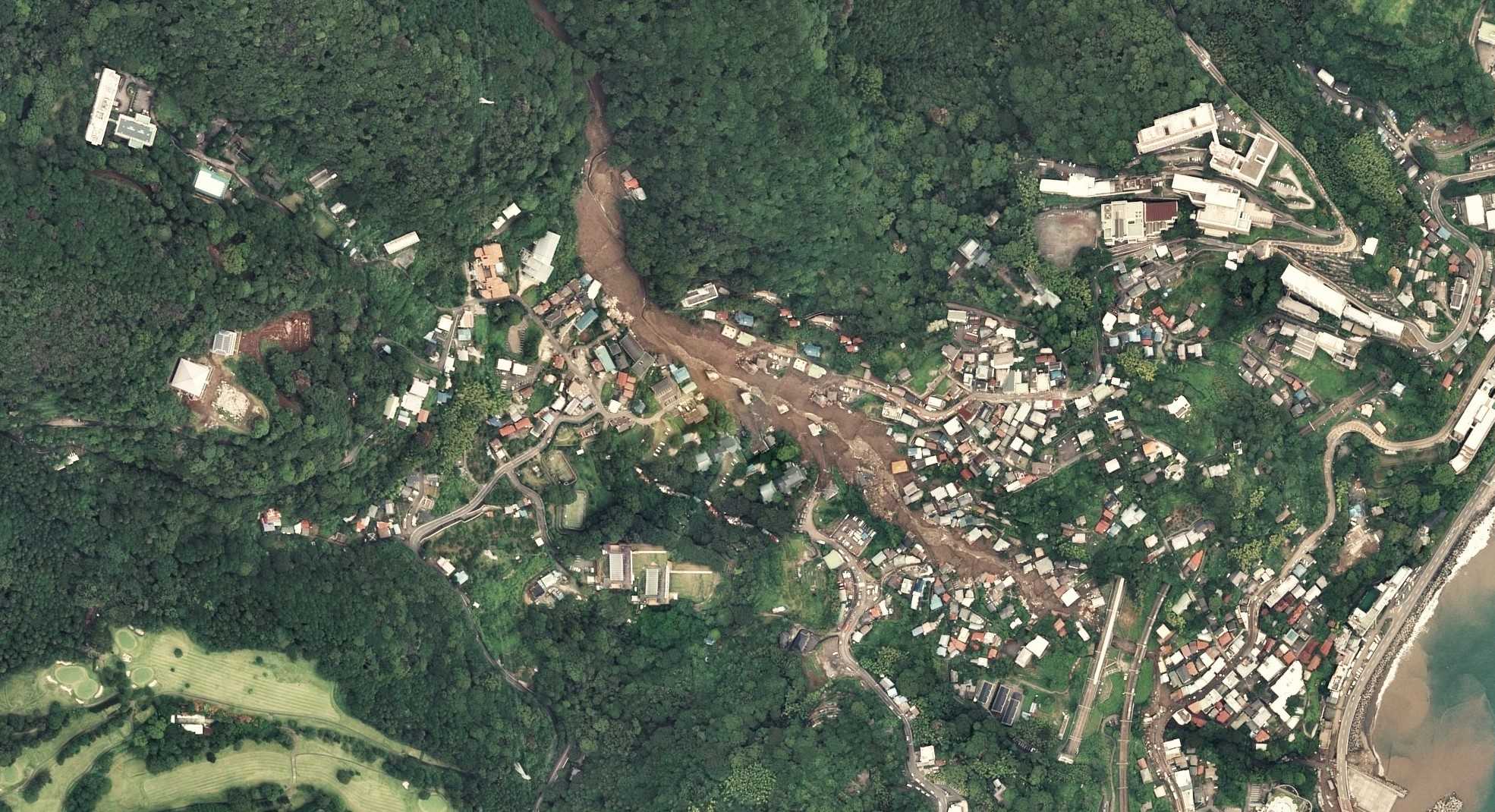
7月3日——上午十點半，日本靜岡縣熱海市伊豆山神社附近發生了大規模土石流，崩落的土石至少沖走十棟房屋，初步統計約二十人失蹤，兩人死亡

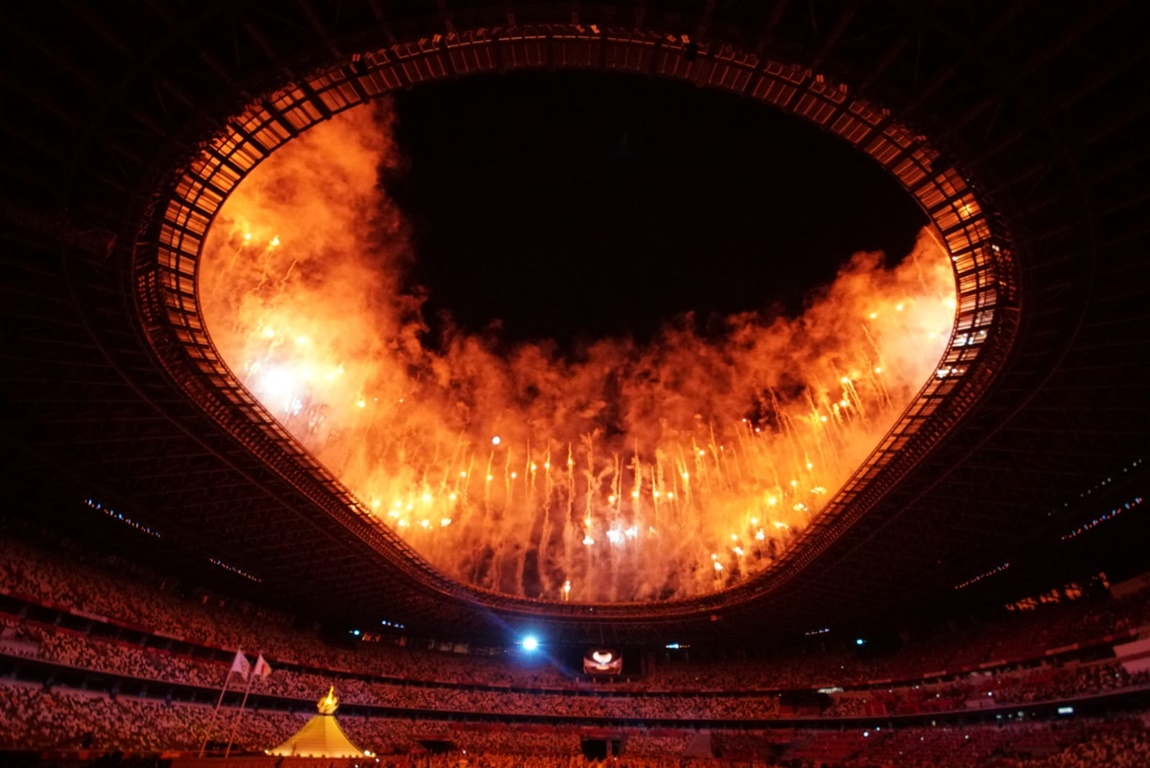
7月23日——2020年夏季奧林匹克運動會在日本東京國立競技場舉行開幕式

  - 上午八时，庆祝中国共产党成立100周年大会在中国北京天安门广场举行，中共中央总书记习近平宣布中国已实现“全面建成小康社会”的第一个一百年目标。
  - 歐盟宣布啟用數位COVID-19疫苗證明，內容包括疫苗接種、檢測及染疫後康復等資訊，持有證明者能免除隔離及檢測[77]。
- 7月3日——上午十點半，日本靜岡縣熱海市伊豆山神社附近發生了大規模土石流，崩落的土石至少沖走十棟房屋，初步統計約二十人失蹤，兩人死亡。
- 7月4日：
  - 中國空間站實行首次太空漫步及操作天和全景攝像機a視角的抬升。節點艙艙門於上午8時11分打開，劉伯明約於8時26分出艙，湯洪波於11時02分出艙。劉伯明在出艙期間曾站上機械臂，搭乘機械臂進行大範圍轉移，湯洪波則會借助艙外扶手爬行，聶海勝則留在艙內操控機械臂。14時57分，經過約7小時的出艙活動，在3名太空人和地球上工作人員的密切合作下，圓滿完成出艙活動期間全部既定任務[78][79]。
  - 菲律賓空軍一架C-130運輸機在菲律賓的蘇祿省墜毀，造成至少45人喪生。[80]
- 7月7日——海地總統若弗内爾·摩依士、玛蒂娜·莫伊兹夫婦在住所被28人行刺，其中若弗内爾當場身亡，玛蒂娜送往美國治療，國務交由代理總理克勞德·約瑟夫代理，並宣布海地進入戒嚴狀態。
- 7月9日——中國大陸半導體「國家隊」紫光集團，因為不能清償到期債券，被債權人之一的徽商銀行向此北京中級法院申請破產重整。債權人徽商銀行對紫光提出資產不足以清償全部債務且明顯缺乏清償能力，具備重整價值和重整可行性為由[81]。
- 7月11日：
  - 英國億萬富豪布蘭森圓了太空夢，和維珍銀河公司五名員工完成太空飛機試飛，飛抵地球與太空交界，再成功降落回地面[82]。
  - 古巴出現抗議活動，古巴共產黨第一書記迪亞斯-卡內爾指責抗議活動是美國煽動[83]。
- 7月20日：
  - 中國中車研製、具完全自主智慧財產權的時速600公里高速磁浮交通系統，於上午在山東青島成功下線出廠[84]。
  - 亞馬遜創辦人貝佐斯等人搭乘「新雪帕德」（New Shepard）火箭，正式發射升空。人類新里程碑，直飛宇宙卡門線。這也是藍色起源公司首次商業載人太空旅行首航[85]。
- 7月23日——2020年夏季奧林匹克運動會在日本東京國立競技場舉行開幕式。
- 7月24日——大韩民国船舶与海工装备研究所(KRISO)深海工程水池(Deep Ocean Engineering Research Center)成功完成巴西国家石油公司（Petrobras）浮式生产储卸油装置（FPSO）的首次模型试验。据悉，韩国船舶与海工装备研究所的深海工程水池位于韩国釜山35°08′03.0″N 128°53′36.0″E / 35.134167°N 128.893333°E，是世界上规模最大的海洋工程水池，长100米、宽50米、深15米。水池底部中央设置了直径12米、深35米（水深标准50米）的风洞，可以模拟再现最大水深达3000米的深海环境[86]。
- 7月26日——東京奧運男子個人花劍個人賽，港隊張家朗以15:11擊敗意大利劍手、衞冕金牌得主加羅素，為香港取得歷史上第二面奧運金牌。
- 7月29日——瑞克·艾斯里 (英文：Rick Astley) 的其中一首非常著名的歌曲〈永不放棄你〉(Never Gonna Give You Up) 達到十億次收看次數。

### 8月

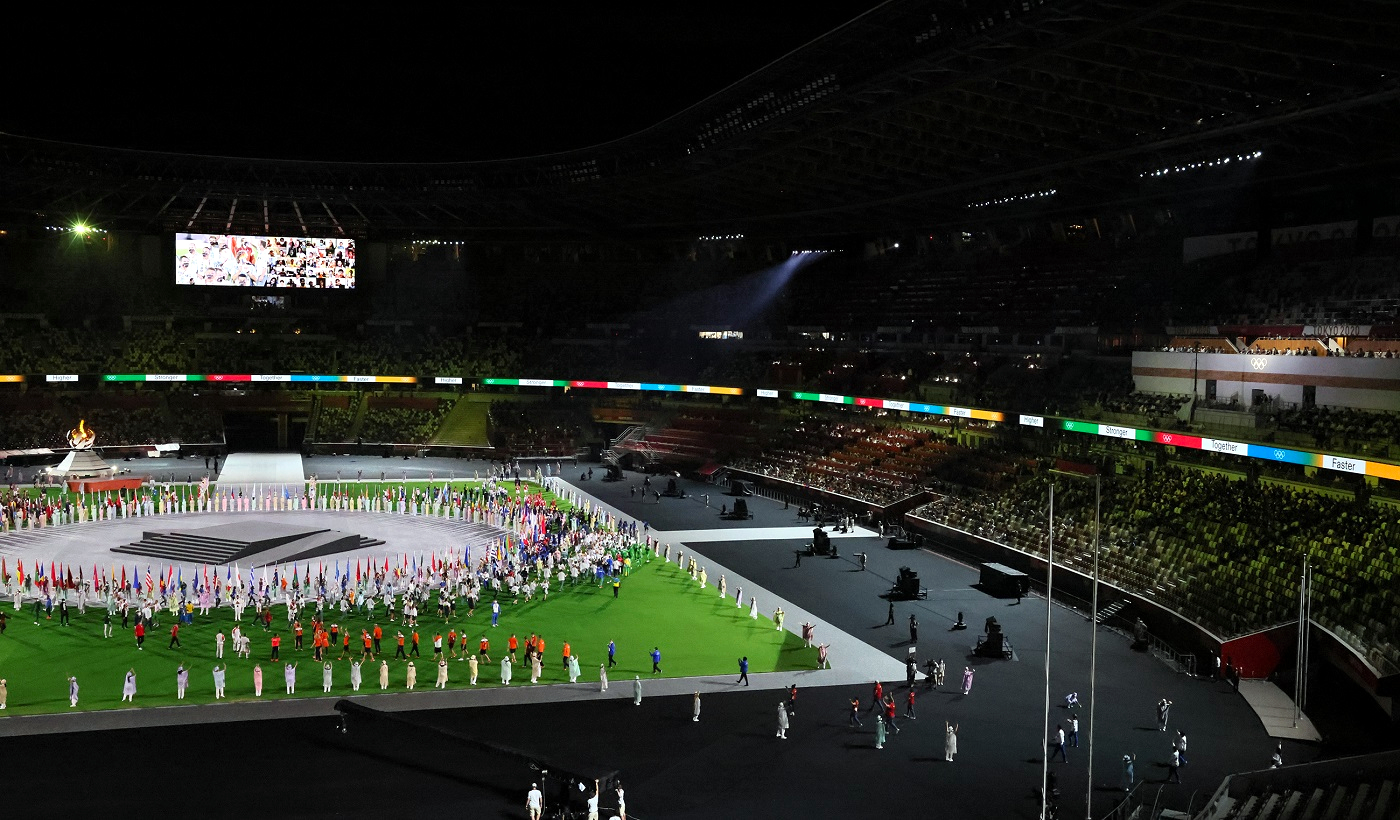
8月8日——2020年夏季奧林匹克運動會在日本東京國立競技場舉行閉幕式

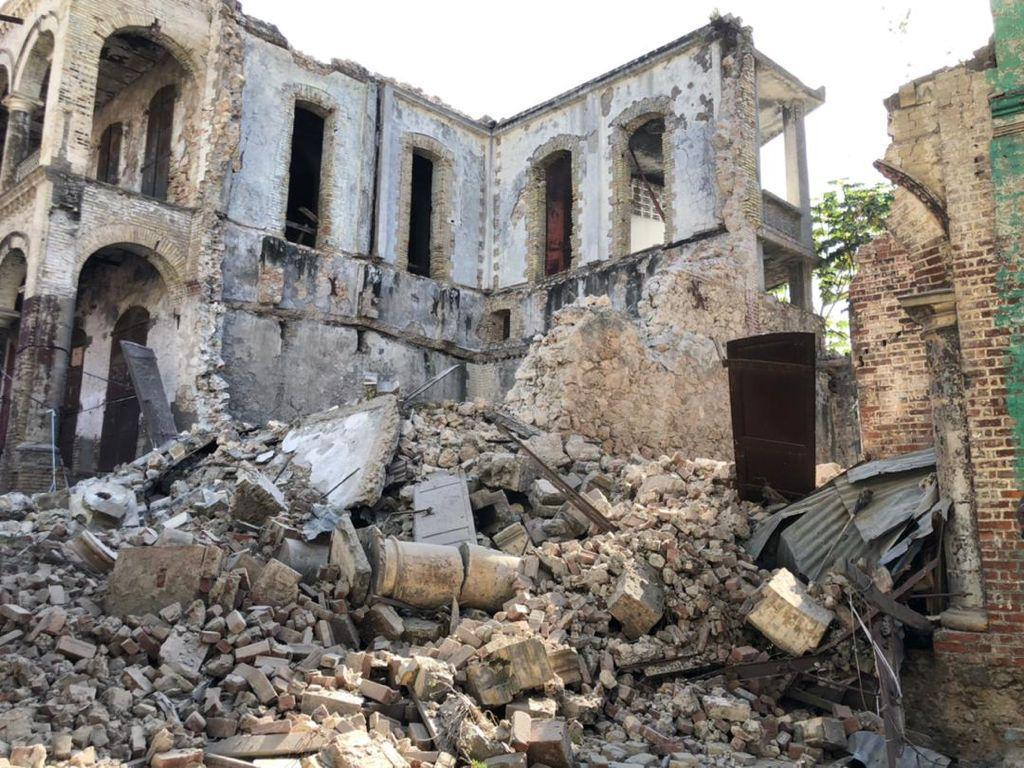
8月14日——海地首都太子港以西约120公里处發生7.2級地震，約1419人喪生，6000人受傷

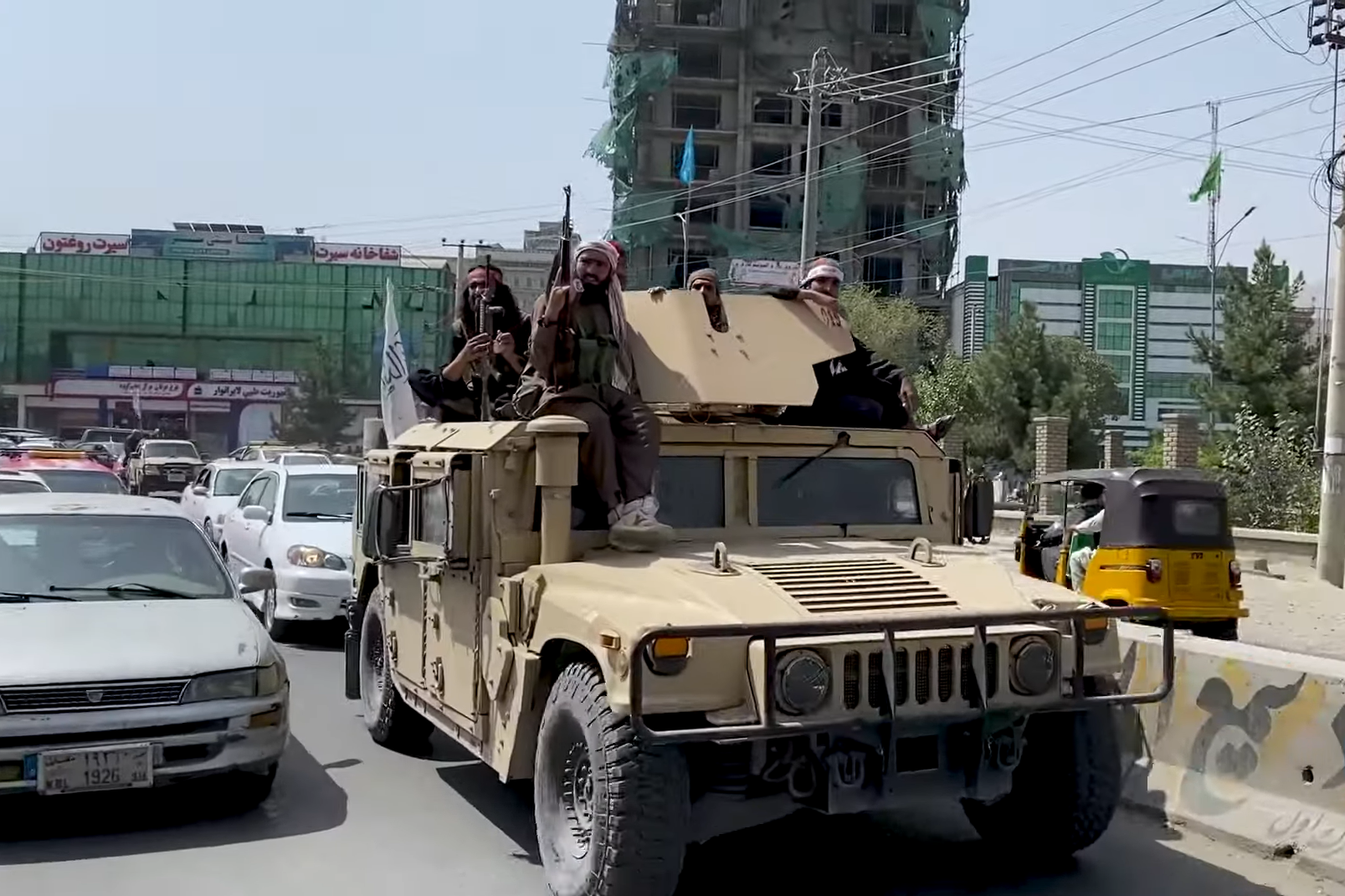
8月15日——塔利班進入喀布爾（Kabul）之際，阿富汗總統甘尼（Ashraf Ghani）據傳已逃往塔吉克。他說自己之所以離開，是想避免血流成河，但這也讓塔利班這個民兵組織在美國領導的軍事行動瓦解其政權近20年後，重新執掌阿富汗

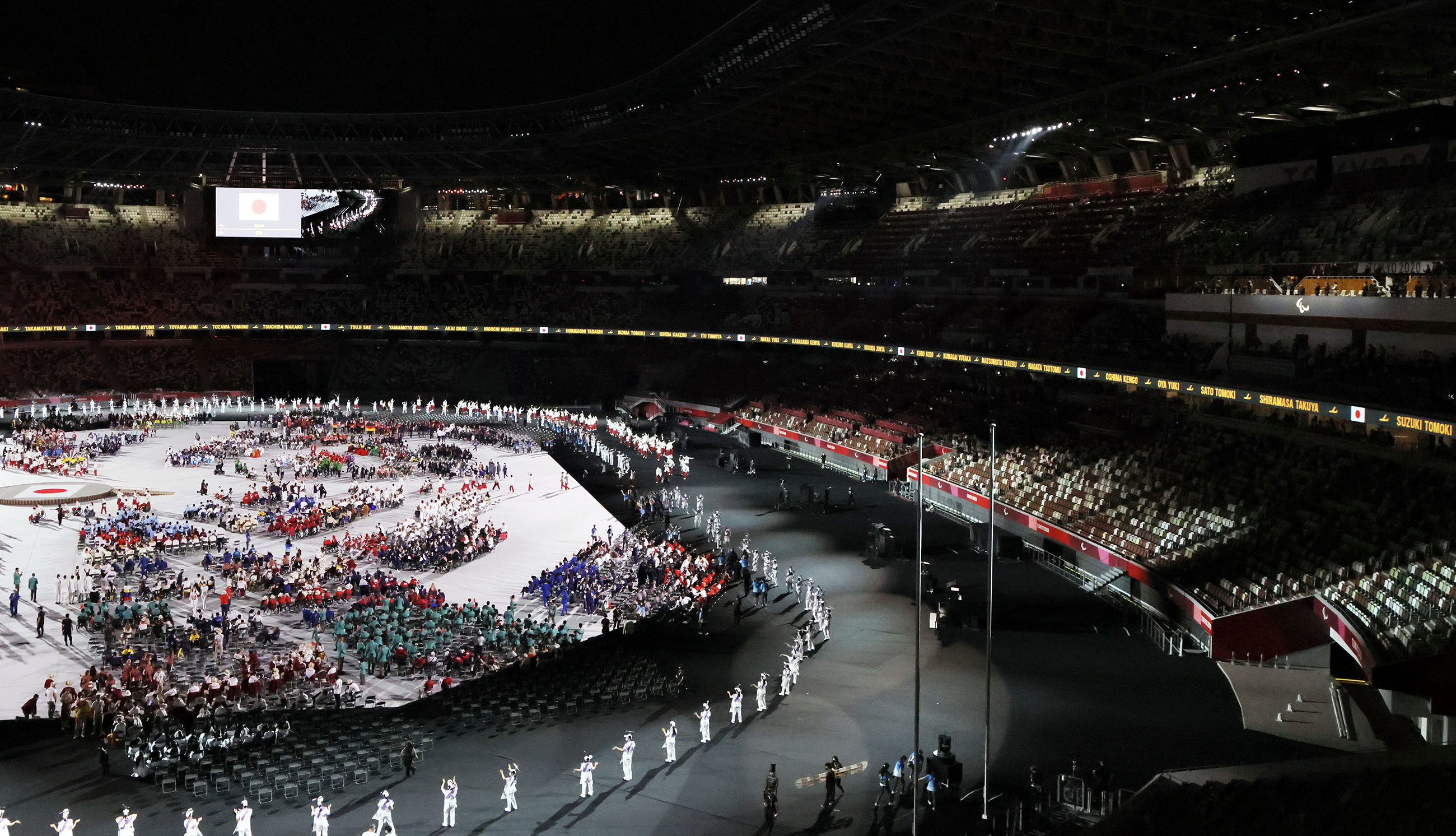
8月24日——2020年夏季帕拉林匹克運動會在日本東京國立競技場舉行開幕式

- 8月4日——印度海軍設計局（DND）設計的首艘航母「維克蘭號」(NS Vikrant IC-1)，在建造了12年之後總算完成，正式首次出海試航[87]。
- 8月8日:
  - 2020年夏季奧林匹克運動會在日本東京國立競技場舉行閉幕式。
  - 彰化縣員林市改制6週年。
  - 長榮海運目前世界最大（23,992 TEU）貨櫃船，長範號(EVER ACE)首航進入台北港。
- 8月11日——一架波音737 MAX測試飛機從中國起飛，在上海周邊飛行，這是自兩年多前發生兩起致命事故後中國禁止該機型以來的第一次。在飛行測試之後，中國的監管機構CAAC預計將發布一份飛機評估報告，並在飛行員培訓開始之前將其公布出來徵求意見。路透社說，波音737 MAX飛機在中國仍處於停飛狀態，不過波音執行長Dave Calhoun上個月表示，他仍然預計737 MAX將在年底前獲得批准[88]。
- 8月13日：
  - 天仙座流星雨
  - 中華民國金管會宣布，正式自110年8月14日起，廢止蝦皮支付專營電子支付業務許可。針對蝦皮購物後續的金流，銀行局官員表示，蝦皮購物平台的金流，本來是蝦皮支付提供服務，現在蝦皮支付的許可被廢止，蝦皮購物必須要找一個合法的電子支付來合作[89][90]。
  - 大韓民國海軍表示，自主研制的第一艘3000噸級常規導彈潛艇「島山安昌浩」號服役儀式，在大宇造船海洋玉浦造船廠舉行。南韓成為全球「第8個」自主研制3000噸級潛艇的國家[91]。
  - 美國太空軍第2個一級指揮單位「太空系統指揮部」（英语：Space Systems Command）(SSC），在洛杉磯空軍基地成軍。美國太空軍由3大指揮部組成，除了SSC，「太空作戰指揮部」（SpOC）已於2020年10月21日成軍及「太空訓練暨戰備指揮部」（STARCOM）則預計未來數週內成軍。[92]。
- 8月14日——海地首都太子港以西约120公里处發生7.2級地震，約1419人喪生，6000人受傷。
- 8月15日——塔利班進入喀布爾（Kabul）之際，阿富汗總統甘尼（Ashraf Ghani）據傳已逃往塔吉克。他說自己之所以離開，是想避免血流成河，但這也讓塔利班這個民兵組織在美國領導的軍事行動瓦解其政權近20年後，重新執掌阿富汗[93][94]。
- 8月16日——馬來西亞首相慕尤丁因不再掌握國會下議院多数议員支持而辞去首相一职，并获元首委任為过渡首相，21日，伊斯邁沙比里擔任第9任首相。
- 8月20日——中國太空站天和核心艙上的神舟十二號航天員聶海勝及劉伯明，在早上進行第二次出艙。據指，第二次出艙的任務主要有三個，分別是安裝艙外的熱控擴展泵組、抬升艙外全景攝像機D，以及組裝艙外工具箱[95]。
- 8月23日：
  - 美國食品藥物管理局（FDA）全面核准輝瑞BNT新冠疫苗的使用[96][97]。
  - 美國太空軍（USSF）「太空訓練暨戰備指揮部」（英语：Space Training and Readiness Command）(STARCOM），正式成軍，太空軍軍令部長雷蒙上將表示，該軍種3大指揮部已全數就位，未來將分工合作，為美國與盟軍提供可靠的太空作戰能力。在此之前，太空軍已於去年成立「太空作戰指揮部」（SpOC），今年稍早則成立「太空系統指揮部」（SSC），在STARCOM成軍後，3大指揮部都已就位，未來也將繼續細分各指揮部下轄單位，建立可靠太空戰力[98]。
- 8月24日：
  - 2020年夏季帕拉林匹克運動會在日本東京國立競技場舉行開幕式。
  - 阿爾及利亞以對方採取敵對政策為由宣佈與摩洛哥斷交。
- 8月25日——聯合報系旗下的「聯合智網」宣布，正式畫下10年綜合電商通路udn買東西業務句點，未來將全力專注於「電商數位服務」，盼協助電商經營者解決細節多、耗人力等營運痛點[99]。
- 8月26日——印度民航总局(DGCA)发布了一项命令，该命令允许自2019年以来在印度被禁的波音737 MAX飞机再次在印度飞行[100]
- 8月28日——長榮的巨大貨輪「長範號」（Ever Ace）首度行使蘇伊士運河。
- 8月30日：
  - 聯合國環境規劃署宣布，自1922年以來，使用四乙基鉛作為汽油添加劑來改善發動機性能。目前全球已達到根除使用含鉛汽油的里程碑，使得每年有120多萬人免於過早死亡，全球經濟也因此每年節省2.4兆多美元（約新台幣66.7兆元）。法新社報導，將近一世紀前首度有醫生對含鉛汽油的有毒副作用提出警告，如今總部在肯亞首都奈洛比（Nairobi）的聯合國環境規劃署（UNEP）表示，全球唯一僅存仍使用含鉛汽油的國家阿爾及利亞7月已終止供應，象徵為潔淨空氣奮戰的劃時代勝利[101][102]。
  - 美國聯邦航空總署（FAA）表示，美軍已撤離阿富汗，目前喀布爾機場沒有航空交通管制服務，美國民航機除非有事先授權，否則禁飛阿富汗領空。美國聯邦航空總署在聲明中說，由於缺乏空管服務，阿富汗也沒有能運作的民航機關，加上安全仍有疑慮，凡美國民航業者、飛行員、在美註冊的民航機等，都不得在阿富汗大部分領空的任何高度運作[103]。
- 8月31日——「2021年8月31日清晨1點...美國全軍撤離阿富汗。」美軍中央司令部司令麥肯錫上將（Kenneth McKenzie）清晨發布緊急記者會，確認美國總統拜登所下達的「831總撤軍」指示與喀布爾機場（KBL）的空運大疏散行動，已於阿富汗時間31日清晨正式結束[104]。

### 9月
- 9月1日
  - 北京環球影城開始試運行，20日正式開幕。
  - 新加坡立法禁止象牙交易[105]。
  - 大韓民國國防科學研究所在海軍「島山安昌浩」號潛艦首次主辦的潛射飛彈(SLBM)水下試射順利進行。意味南韓追上北韓，繼美國、俄羅斯、英國、法國、印度、中國、北韓後，成為世界第八個擁有潛射飛彈的國家；前七國都是核武國家。潛射彈道飛彈技術發展分為三個階段：地面試驗發射、水下試驗發射和潛艦試驗發射[106][107]。
  - 国家新闻出版署关于进一步严格管理 切实防止未成年人沉迷网络游戏的通知，对中国大陆的手游防沉迷升级，只能在周五、周六、周天中下午8点到9点钟玩（不包括港澳台、日韩、东南亚、国际服）
- 9月2日——美國聯邦航空管理局（FAA）宣布，該機構已經勒令太空旅遊公司維珍銀河（Virgin Galaxy）停飛SpaceShipTwo飛船，直到其完成針對其首次載人太空飛行中出現的偏航問題調查。FAA在聲明中表示：「在FAA批准最終事故調查報告或確定與事故相關的問題不影響公共安全之前，維珍銀河公司不能讓SpaceShipTwo飛船再次飛行。」[108]
- 9月3日——中國大陸設立北京證券交易所。這是時隔三十餘年，中國大陸資本市場迎來又一個全國性證券交易所，至此形成了京滬深三足鼎立之勢[109]。
- 9月5日：
  - 2020年夏季帕拉林匹克運動會閉幕[110]。
  - 由比爾蓋茲投資的麻省理工學院新創 CFS 與麻省理工學院等離子科學與核融合中心（PSFC）使用了一種名為托卡馬克 SPARC（又稱環磁機）的儀器，將磁鐵燃燒的等離子體儲存後並隔開保存，以利進行核融合反應。在這次的實驗測試中該磁鐵反應數據達到 20 特斯拉，超過傳統 MRI 及磁振造影磁場的 12 倍，地球上有史以來最強大的磁鐵。新型磁鐵的研究技術，有望將能源製造達到「融合能量增益」的效果，意即核融合反應爐將能生產更多的能量[111][112]。
- 9月7日
  - 薩爾瓦多共和國正式把比特幣列入為法定貨幣，是世界首個把比特幣列作法定貨幣的國家[113][114]。
  - 辛丑條約簽訂120週年
- 9月8日
  - 韩版氢能委员会“韩国氢能商业峰会”（Korea H2 Business Summit）在京畿道高阳市韩国国际会展中心举行成立仪式，向氢能社会转型及碳中和迈出第一步。韩国氢能商业峰会由现代汽车、SK集团、乐天集团、POSCO集团等15家企业参与，作为企业间协商机制推动企业间氢能合作，并向政府提出有关政策意见，有望引领韩国氢能产业发展[115]。
  - 薩爾瓦多共和國把比特幣列入為法定貨幣後，觸發該國反比特幣示威[116][117]。
  - 二萬三千九百九十二TEU級超大型貨櫃船「長範」輪（Ever Ace)，趁當晚漲潮時，首次停靠德國漢堡港，裝櫃量較韓遠阿爾赫西拉斯（HMM Algeciras）多出廿八TEU[118]
- 9月9日——根據《路透》報導，在神學士組織成員配合下，一架卡達航空（Qatar Airways）從喀布爾國際機場起飛的航班，機上載有包含括美國、加拿大、烏克蘭、德國及英國公民共113人，已正式飛抵卡達首都杜哈[119]。
- 9月11日——九一一襲擊事件20週年
- 9月12日——澳門立法會選舉。
- 9月15日：
  - 獵鷹9號火箭發射升空，四名社會人士乘員乘坐載人靈感4號龍飛船，繞飛離地585公里飛行、約3天後返回，安全降落在佛羅里達海岸外的大西洋海面上，正式揭開私人太空旅行時代的序幕[120]。
  - 北韓官媒中央通信社報導，該國試射兩枚彈道飛彈的行動，是由今年才剛組建的「鐵路機動飛彈團」執行，目的為測試新型鐵路飛彈系統[121]。
  - 中華人民共和國第十四屆運動會在陝西省舉行開幕式
  - 美國總統拜登、英國首相強森及澳洲總理莫里森成立新的印太安全聯盟「AUKUS」，還宣布將協助澳洲打造核動力潛艦，這凸顯出拜登以拉攏太平洋盟友應對中國挑戰為優先，但在法國眼中，此舉卻代表疏遠歐洲大陸的舊盟友，厚此薄彼，加深了美歐（盟）矛盾，對拜登的跨大西洋戰略帶來打擊[122]。
- 9月17日——中國大陸神舟十二號載人飛船返回艙在13時34分在東風著陸場成功著陸。為期3個月的駐留天宮空間站，在軌飛行期間進行了2次太空人出艙活動，展開一系列空間科學實驗和技術試驗[123]。
- 9月19日——2021年香港選舉委員會界別分組選舉舉行。[124]
- 9月24日：
  - 加拿大法官終結針對華為財務長孟晚舟的引渡程序，下令將她保釋條件解除並釋放她，結束近3年的法律攻防[125]。
  - 中國人民銀行宣布，比特幣等「所有」加密貨幣的「一切」交易都屬非法，將嚴加取締[126][127]。
- 9月27日——中華人民共和國第十四屆運動會在陝西省舉行閉幕式
- 9月28日——民主進步黨成立35週年。
- 9月29日——歐盟及美國高級官員在美國賓州的匹茲堡（Pittsburgh）舉行首次會議，組建全新的「美歐貿易和技術委員會」（U.S.-EU Trade & Technology Council）相關事宜，攜手打造半導體合作夥伴關係，以擺脫對台灣及韓國的晶片代工廠的依賴[128]。
- 9月30日——大韓民國空軍新設空軍參謀總長直屬的“宇宙中心”(우주센터)。宇宙中心負責太空政策制定和落實，同國防部、聯合參謀本部、航空宇宙研究院等部門和機構在發展太空力量方面開展合作。空軍表示，計劃于2025年完成第一階段任務，構建電子光學衛星監視體系、太空氣象預警系統、偵察衛星及微型衛星體系，擴充太空資訊作戰能力；于2030年完成第二階段任務，確保全天候太空識別及對全方位太空威脅的太空作戰能力；于2050年完成第三階段任務，爭取預警衛星體系和衛星電波干擾體系投入實戰部署，具備全天候太空作戰執行能力[129]。

### 10月
- 10月4日
  - 新加坡国会以75张支持票对11张反对票通过具争议性的《防止外来干预（对应措施）法令》以应对外部势力对本国政治的干预。不少维权人士和人权观察组织都对这一法案的性质保持疑虑，认为该法可能会影响国民的言论自由。[130][131]
  - 日本在自民黨總裁選舉以岸田文雄勝選下，接棒菅義偉職位，成為日本第100任內閣總理大臣。
- 10月5日——微軟開始零售Windows 11，並開放符合硬體需求的Windows 10裝置免費升級。
- 10月10日——中華民國建國110週年及辛亥革命110週年
- 10月14日——台灣高雄城中城大樓火災，46死，成為台灣第二多單一建築物死亡人數的火災。
- 10月16日——中國載人飛船神舟十三號在太空中實施的首次徑向快速交會對接，此次徑向交會對接整個過程都是在制導導航與控制系統指揮下，由太空船智慧自主完成。中國也是繼美國、俄羅斯後，世界上第三個獨立掌握交會對接技術的國家[132]。
- 10月19日——中國航天科技集團四院（簡稱航天四院）自主研發的直徑3.5公尺、推力500噸的整體式固體火箭發動機，在白鹿原地面試車成功，這是世界最大推力的火箭發動機，將有助於後續中國大陸在太空領域的發展。標誌著固體發動機推力「2米120噸(2009年)、2.65米200噸(2019年)、3.5米500噸(2021年)」三步走計畫全面實現，為中國運載火箭型譜發展提供更多的動力選擇。航天科技集團四院已經在開展直徑3.5米級分段引擎的研究，共分為5段，最大推力將達到千噸級以上，可應用於未來大型、重型運載火箭技術的發展具有重要意義[133][134]。
- 10月21日——大韩民国科学技术信息通信部长官林惠淑举行新闻发布会，宣布韩国自主研发的世界號（Nuri）運載火箭（KSLV-Ⅱ)正常完成了全部飞行程序，顺利将1.5吨重的试验卫星送入700公里高的太阳同步轨道，但由于卫星速度没有达到预定的每秒7.5公里，失败。運載火箭技術是一項尖端技術，全球只有少數國家具有獨立發射衛星的能力。現在世界上擁有衛星發射能力的有美國、俄羅斯、歐洲、中國、日本、印度六個國家和地區。以色列、伊朗、朝鮮不在其列，只擁有300公斤以下低軌小衛星自主發射能力[135][136]。
- 10月22日——螺旋彈射（英语：SpinLaunch）的初創公司，利用自己在美國太空港32°53′06.15″N 106°56′18.10″W / 32.8850417°N 106.9383611°W的旋轉電磁加速器，致力於將有效載荷運送到太空。原型測試器進行首次系統全功率的20%左右，成功將實驗射彈推入高空，象徵著初期測試成功[137]。
- 10月24日——渣打香港馬拉松
- 10月25日——中華人民共和國正式加入聯合國，取代中華民國的合法地位50周年
- 10月27日——印度戰略部隊司令部試射第八次固體火箭「烈火-V」洲際彈道導彈，獲得成功。該導彈的射程約為5,000公里，首次將諸多中國內陸重要城市納入其攻擊範圍中，從而建立該國「可信的核威懾力量」及「不首先使用」（No First Use）的政策 [138][139]。
- 10月28日——社群媒體巨擘臉書(Facebook)的執行長祖克柏（Mark Zuckerberg）正式宣布公司將更名為Meta，以納入公司的虛擬實境未來願景，也就是他所說的「元宇宙」[140]。
- 10月31日——《聯合國氣候變化綱要公約》第26屆締約方會議召開。

### 11月
- 11月3日：
  - 世界衛生組織 （WHO）表示，已批准印度製藥商巴拉特生技（Bharat Biotech）研發的新冠肺炎疫苗Covaxin，以緊急用途上市，對於新冠肺炎的重症防護力達78%。巴拉特生技的Covaxin疫苗，是繼輝瑞／BNT、莫德納、AZ、嬌生、科興、國藥之後，第7款獲得緊急授權的疫苗，並成為世衛組織全球疫苗分配計劃（COVAX）首種發放的疫苗[141][142]。
  - 美國聯邦通訊委員會 (FCC) 表示，已批准波音 (BA-US) 發射 147 顆低軌衛星的申請，未來將能對外提供高速衛星網路。此消息意味著波音在經歷顛簸後，終於成功加入低軌道衛星網路競爭的行列[143][144]。
  - 大韓民國最大電子支付平台KakaoPay在首爾股市掛牌上市，當日收盤大漲114.4%[145]。
- 11月6日——河內都市鐵路2A號線吉靈-安義站正式通車而啟用，為越南境內的第一條捷運，也是河內市的第一條地下鐵[146][147][148]。
- 11月7日——中國神舟十三號三位太空人進行首次出艙，王亞平從天和核心艙節點艙成功出艙，成為大陸首位執行出艙任務的女太空人[149]。
- 11月8日——美國即日起實施新的外國旅客入境措施，要求所有透過航運及陸運入境美國的外國旅客，必須完全接種FDA或WHO核准的新冠疫苗 （页面存档备份，存于），並出示COVID-19新冠疫苗接種證明。對此，美國CDC補充，如果兩劑疫苗混打不同品牌也能接受，但必須是FDA或WHO認可的疫苗[150]。
- 11月12日——迪士尼影音串流服務Disney+帶著漫威、迪士尼等強勢IP，正式進軍台灣，大戰市場龍頭Netflix[151]。
- 11月13日——聯合國氣候變化綱要公約第廿六屆締約方大會（ＣＯＰ26)落幕，近二百個國家代表經過十五天馬拉松談判，達成「格拉斯哥氣候協定」，各國需在二○二二年底之前強化「二○三○年減排目標」，加速逐步削減「未使用碳捕捉技術的燃煤發電」，淘汰「無效率的化石燃料補貼」，並對碳交易市場規則達成協議[152]。
- 11月15日：
  - 俄羅斯自地表試射飛彈，擊中自家一枚衛星，製造逾一千五百個可追蹤碎片及數十萬枚小型碎片，國際太空站的太空人一度疏散避難。全球第四個從陸地發射飛彈擊落人造衛星的國家，中國大陸和美國曾於2007和2008年試射反衛星飛彈，印度2019年朝太空目標試射反衛星飛彈[153]。
  - 美中領袖視訊會議，是美國總統拜登上任後首度與中國國家主席習近平進行視訊面對面會談。在此之前，拜登與習近平曾於2月10日與9月9日通過2次電話[154]。
- 11月16日——紐約市市長比爾·白思豪宣布，紐約時報廣場過去著名的跨年夜慶祝活動今年將恢復舉辦，不過民眾入場時需提供疫苗接種證明[155]。
- 11月18日——中國大陸清華大學團隊拿下超級計算應用領域國際最高獎項「2021戈登貝爾獎」，清華超算應用團隊憑藉Closing the Quantum Supremacy Gap:Achieving Read-Time Simulation of a Random Quantum Circuit Using a New Sunway Supercomputer(SWQSIM，「超大規模量子隨機電路實時模擬」) （页面存档备份，存于）成果，中國團隊再度獲此殊榮 （页面存档备份，存于）[156]。
- 11月19日：
  - 大韓民國國土交通部(MOLIT)決定允許因安全問題禁飛的波音B737 MAX型號飛機從本月22日起在南韓恢復執飛[157]。
  - 荷蘭鹿特丹爆發大規模反防疫示威，並於晚上演變為暴力衝突，期間警員一度開槍示警及攻擊，其後該市於11月20日進入緊急狀態。
- 11月20日——火箭新創公司Astra，此番為第四次嘗試，從阿拉斯加的科迪亞克發射中心起飛，終於將一個美國空軍的試驗酬載送入500km高的軌道。讓目前由 Rocket Lab及 Virgin Orbit 等公司所佔據的小型衛星發射市場，顯得更加擁擠[158]。
- 11月21日——立陶宛宣布同意设立“駐立陶宛台灣代表處”，引起中方不满，中华人民共和国外交部发布声明宣布中立两国外交关系降为代办级。[159]
- 11月22日——空中巴士A340寫下航空史里程碑，成功著陸在南極洲的狼牙（Wolf’s Fang）營地旁的藍冰跑道（藍冰指降雪遭壓縮，並成為冰川一部分，通常較為堅硬），長約3000公尺，不同一般跑道要讓客機「滑動」；藍冰跑道還需利用特殊設備刻出凹槽，提供降落時必要的煞車摩擦力。不僅創人類史上第一架A340客機落降南極的紀錄，同時也創下降落在南極冰川跑道上最重飛機的新紀錄[160]。
- 11月24日：
  - 歐洲核研究組織（CERN）在大型強子對撞機（LHC）實驗中探測到中微子，這是世界首例在對撞機上探測到中微子的研究，在粒子物理研究領域建立新的里程碑，這份研究刊登於《物理評論 D 刊》[161]。
  - 柯林斯詞典（Collins Dictionary）公布2021年年度詞彙候選名單，並宣布NFT是其年度詞彙，打敗加密(crypto）、元宇宙（metaverse）和混合工作（hybrid working）等脫穎而出。柯林斯詞典將 NFT 定義為「在區塊鏈中註冊的唯一數位證書，用於記錄藝術品或收藏品等資產的所有權」[162]。
- 11月25日——韓國銀行（央行）召開金融貨幣委員會貨幣政策會議，決定將目前的基準利率由0.75%上調0.25個百分點至1%，以穩控經濟。這意味著為期1年零8個月的“零利率時代”落幕[163]。
- 11月28日——中華民國國防部晚間證實首次中國解放軍的運油-20空中加油機，出現在我防空識別區南方與東南方(ADIZ)。學者認為，共軍恐已真正成為「遠征型空軍」，我空防壓力大幅增加[164]。

### 12月
- 12月1日——澳門政府宣佈，正式可以不戴口罩1個月。
- 12月2日：
  - 在中國已被停飛近33個月的波音737 MAX客機，中國民航局頒布關於「機動性能增強系統MCAS不安全狀態的改正」的適航指令，確認相關改正措施消除不安全狀態，這意味著737 MAX在中國復飛已經不存在法規障礙，一旦航空公司按步驟完成升級和飛行員培訓後，即可使用737 MAX執行航班[165]。
  - 立陶宛率先宣佈外交抵制2022年北京冬季奧運會。
- 12月3日——連接中國大陸雲南昆明和寮國永珍的「中老鐵路」正式開通，從昆明至西雙版納景洪僅需3個多小時。至寮國永珍當日通達，昆明至磨憨最快5小時20分可達，磨丁至永珍最快3時20分可達，加上口岸通關時間，旅客從昆明至永珍最快10小時左右可達[166]。
- 12月7日——太平洋战爭爆發80週年。
- 12月8日：
  - 開市客（Costco)[167](英語：Costco Wholesale Corporation，英文簡稱為Costco[168])在中國大陸蘇州店開幕，是中國大陸境内的第2家分店。
  - 印度空軍（IAF）一架Mi-17V5直升機下午在南部的塔米爾納德邦（Tamil Nadu）遇到意外墜機。據IAF官方發布消息，機上乘客之一是印度國防參謀長陸軍四星上將比平·拉瓦特（General Bipin Rawat)，是印度第一任國防參謀長，該職位於2019年創設[169]。
  - 日本億萬富翁前澤友作前往國際太空站（ISS)，為期12天太空之旅。他未來也將成為第一批私人乘客，參加美國億萬富豪馬斯克（Elon Musk）旗下的太空探索科技公司（SpaceX）「星艦」（Starship）太空船2023年繞月旅行計畫[170]。
- 12月9日——美國總統喬·拜登（Joe Biden）上午親自主持民主峰會（Summit for Democracy）領袖會談，全球多個民主國家的領袖及代表透過視訊會議交換意見[171]。
- 12月10日：
  - 尼加拉瓜以一中政策為由宣布与中华民国断交，并与中华人民共和国建交。
  - 美國在一夜之間同步出現的30個龍捲風中（英语：2021 Western Kentucky tornado），破壞路線最強的一案，不僅破壞範圍多達4州，襲擊的路線長更破紀錄地突破365km——這不止可能刷新美國龍捲風自1925以來的最強歷史紀錄，對於肯塔基西部梅爾菲德鎮（Mayfield）來說，更是小鎮毀滅的恐怖降臨[172]。
- 12月14日：
  - 19歲少女扎拉·盧瑟福挑戰成為獨駕飛機環繞全球最年輕女性，她今天下午3時左右順利抵台灣臺北松山機場。從比利時西部庫特萊-威弗爾哲機場（Kortrijk-Wevelgem Airport）啟程，開啟5萬1000公里旅程，途經飛越5大洲52國。羅瑟福德說，曾為阿富汗難民的美國飛行員華斯在2017年以30歲之齡，成為完成獨駕飛機環球壯舉的最年輕女性，而最年輕的男性紀錄，則在今年7月由18歲又5個月大的英國青少年魯德洛（Travis Ludlow）締造[173]。
  - 美國地球物理聯盟2021年秋季大會（AGU Fall Meeting 2021）在路易斯安那州紐奧良舉行，科學家在記者會宣布，「帕克太陽探測器」（Parker Solar Probe）於今年4月已正式「接觸」太陽，穿過尚未探索的太陽大氣「日冕」，完成重要的里程碑，成為史上第一個接觸太陽的太空飛行器[174]。
- 12月16日：
  - 空客最後一架A380由德國漢堡飛往杜拜，交給阿聯酋航空（Emirates），使這種史上最大客機的產量在251架定格[175]。
  - 高雄捷運高雄環狀輕軌C17-C20站完工以及通車已於2021年12月16日下午5點正式營運[176]。
- 12月17日——世界衛生組織宣布，批准第8款新冠疫苗 （页面存档备份，存于），將Covovax疫苗列入緊急使用名單，這是由美國諾瓦瓦克斯醫藥(Novavax）與合作夥伴印度血清研究所生產的疫苗，將為低收入國家提供更多疫苗[177][178]。
- 12月18日——2021年中華民國全國性公民投票舉行
- 12月19日——香港第七屆立法會選舉，功能界別選舉之投票率為32.22%，是自1985年香港立法局選舉以來最低；地區直選投票率為30.2%，也是自1991年香港立法局選舉以來最低[179]。
- 12月20日：
  - 受冬季季候風及熱帶氣旋雷伊共同影響，香港及澳門當天需要發出一號戒備信號、一號風球，打破港澳歷來最遲發出熱帶氣旋警告紀錄。打破最低氣溫熱帶氣旋訊號紀錄，一號風球生效期間，港澳地區只得13-16度[180]。
- 12月21日：
  - 美國國防部安全合作局宣布，同意法國採購最新電磁彈射系統和先進攔截索與相關後勤訓練等合約，年底法國海軍將先行派遣飆風M型艦載機，前往紐澤西州萊克赫斯特海軍基地(40°01′47.5″N 74°22′34.0″W / 40.029861°N 74.376111°W)進行新型彈射系統和攔截索的起降訓練[181]。
- 12月25日：
  - 苏联解体30週年。
  - 美國航太總署(NASA)與歐洲太空署(ESA)合作的詹姆斯韋伯太空望遠鏡(JWST)從法屬圭亞那的庫魯太空中心(Guiana Space Centre)發射升空[182]。
- 12月29日：
  - 香港泛民主派網路媒體《立場新聞》高層及新聞工作者遭到警務處國家安全處搜捕，致使其宣布停止運作並遣散所有員工[183]。

## 諾貝爾獎
- 物理學：真鍋淑郎、克勞斯·哈塞爾曼、喬治·帕里西
- 化學： 本亞明·利斯特、戴维·麦克米伦
- 醫學： 戴维·朱利叶斯、阿登·帕塔普蒂安
- 文學： 阿卜杜勒-拉扎克·古爾納
- 和平： 瑪麗亞·雷薩、德米特里·穆拉托夫
- 經濟學：戴维·卡德、乔舒亚·D·安格里斯特、吉多·因本斯

## 逝世
2021年逝世人物列表：1月 - 2月 - 3月 - 4月 - 5月 - 6月 - 7月 - 8月 - 9月 - 10月 - 11月 - 12月